# Mănăstirea Sfântul Mina din Roșiori
Mănăstirea „Sfântul Mina” din Roșiori este o mănăstire de călugări ortodocși de stil vechi amplasată în satul Roșiori din comuna Forăști (județul Suceava), la 17-18 kilometri de municipiul Fălticeni.
La mănăstire se ajunge de pe Drumul Național Fălticeni-Roman, făcând o ramificație stânga de un kilometru, pe un drum de piatră. Complexul mănăstiresc este construit începând din anul 1995 pe un loc înalt, cunoscut sub denumirea de «Dealul bisericii», de unde se poate vedea albia râului Moldova cu satele Roșiori, Giulești, Vadu Moldovei, Boroaia, Răucești, Drăgușeni.

## Antecedente monastice
Locul unde este amplasată astăzi Mănăstirea "Sf. Mina" din Roșiori este cunoscut sub denumirea de "Dealul Bisericii" pentru că pe acest deal au existat schituri cu obște de călugări, care au fost distruse din cauza vitregiilor vremurilor.
Cronicile istorice amintesc de existența unui schit cu hramul "Sf. Arhangheli Mihail și Gavril", care a existat în perioada secolului al XIX-lea. În urma săpăturilor efectuate în perimetrul mănăstirii s-au descoperit oseminte ale călugărilor îngropați aici, iar pe o cărămidă datată din anul 1864 era înscris numele unui ieromonah Porfirie, care fusese îngropat lângă peretele bisericii. Schitul a ajuns în paragină din motive care țin de vitregia vremurilor.
Un al doilea schit de călugări a existat aici între anii 1934-1937. Un monah de la Mănăstirea Neamț, protosinghelul Gamaliil, a sosit în aceste locuri cu dorința de a ridica un nou așezământ monahal pe locul ruinelor fostului schit. Tradiția locului spune că în momentul în care a vrut să pună temelia pentru Sfânta Masă a noului așezământ, prin lucrarea Sfântului Duh s-a aflat o candelă aprinsă din timpul vechiului așezământ. Acest schit avea o bisericuță de lemn acoperită cu șindrilă, unde au slujit protosinghelul Gamaliil împreună cu schimonahul Varlaam, precum și monahii: Chiriac, Gherontie, Nifon, Iftimie și alții. Noul hram al schitului a fost "Schimbarea la Față".
În acest schit s-au așezat 17 monahi care nu au recunoscut trecerea Bisericii Ortodoxe Române la calendarul gregorian în anul 1924. Ca urmare a persecuțiilor la care au fost supuși de către autorități, în anul 1937 călugării care ținea rânduiala calendarului iulian au fost alungați din acest loc (sub pretextul că la mănăstire sunt comuniști) și s-au împrăștiat pe la alte mănăstiri. Biserica a fost demolată, iar pe locul altarului s-au plantat salcâmi care au dăinuit până la a treia rezidire. Clopotul mănăstirii a fost luat de către biserica din satul Oniceni.
După preluarea puterii de către comuniști și începerea colectivizării agriculturii, prin anii '60, s-a încercat ridicarea pietrei Sfintei Mese a altarului pentru a ara acest loc și a-l face teren arabil. Tot tradiția populară afirmă că anvelopele tractorului au explodat, așa că piatra Sfintei Mese n-a putut fi ridicată și îndepărtată de acolo.

## Mănăstirea actuală

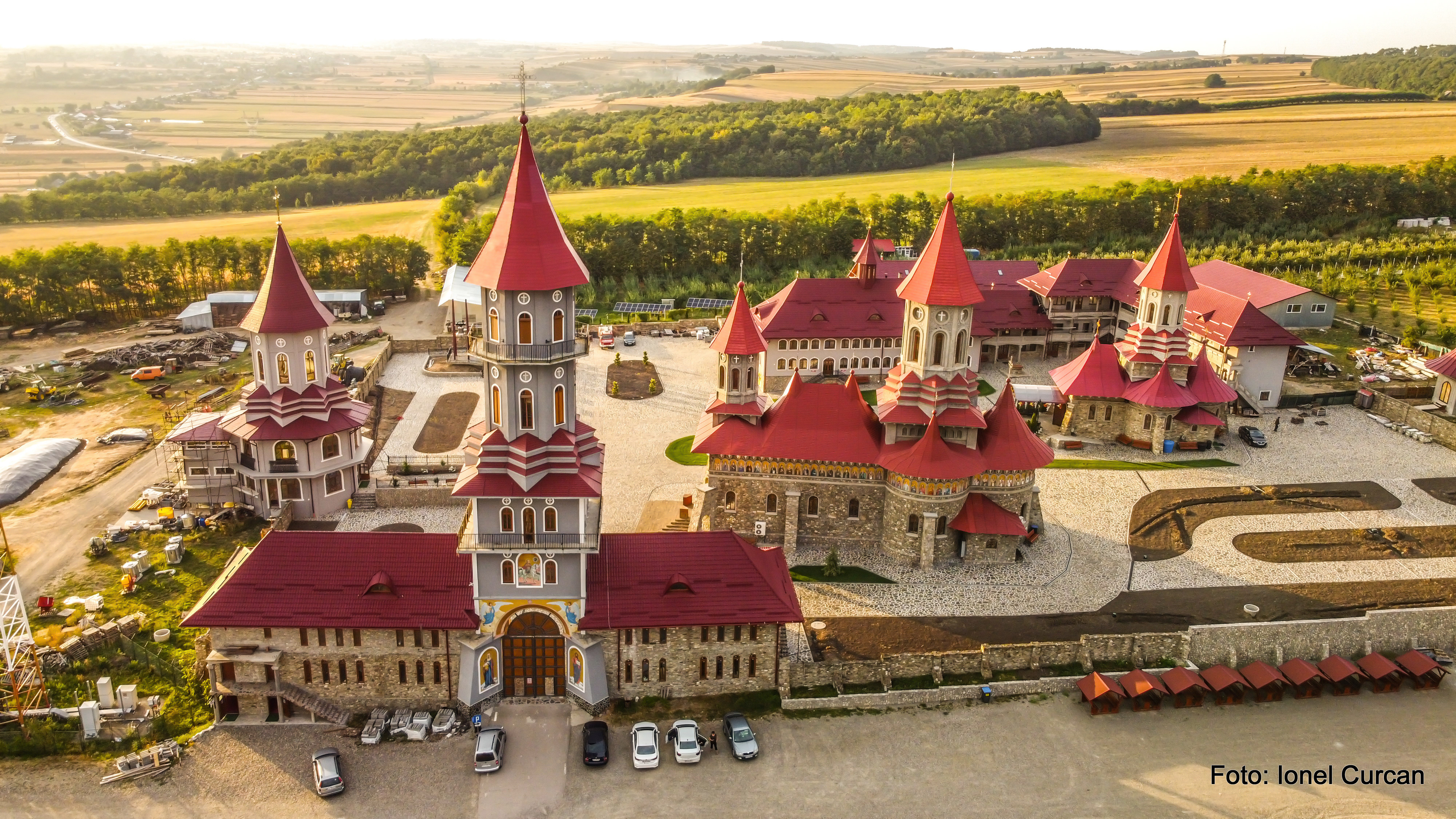

După Revoluția din decembrie 1989, credincioșii ortodocși de stil vechi din zonă au dorit să reconstruiască biserica și astfel s-a construit în anul 1990 un paraclis provizoriu din BCA în formă de cruce. Începând din anul 1995, sub conducerea starețului Varnava Ene, a început să se construiască o biserică mare din zid de piatră, corpuri de chilii, paraclisul din incinta stăreției, turnul-clopotniță de la intrare și zidul înconjurător de piatră.
Catapeteasma, baldachinul Sfintelor Moaște și stranele din interiorul bisericii sunt făcute din lemn de stejar. Deși nu este finalizată construcția sa, s-a început să se slujească deja în biserica mare, cu hramul "Sfântul Mare Mucenic Mina". La data de 9 februarie 2003, s-a celebrat o liturghie arhierească la care au participat un sobor de preoți și numeroși credincioși, cu acest prilej mănăstirea primind o sfântă raclă cu părticele din moaștele Sf. Mare Mucenic Mina, Sf. Ierarh Vasile cel Mare, Sf. Ierarh G1icherie Mărturisitorul, Sf. Sfințit Mucenic Haralambie și Sf. Mucenic Florian. Toate acestea au fost însoțite de Sfântul Acoperământ de pe Racla Sf. Mina din Egipt.
Ulterior, la 11 iunie 2003, Mănăstirea a primit Sfânta Icoană "Axionița", care fusese pictată cu 21 de ani în urmă. Peste un an, la 11 iunie 2004, s-au adus de la Ierusalim o părticică din Lemnul Sfintei Cruci și părticele din moaștele Sf. Mucenici Modest și Ermoghen. În anul următor, 2005, Mănăstirea a primit părticele din moaștele Sf. Ierarh Ioan Gură de Aur, Sf. Ierarh Ghenadie și Sf. Mare Mucenic Pantelimon. Tot în același an, au fost aduse două icoane ale Maicii Domnului, denumite "Icoana Maicii Domnului Grabnic Ajutătoare" și "Gherontissa", care au fost cumpărate de către credincioși de la un călugăr din Sfântul Munte Athos și donate mănăstirii.
Mănăstirea are trei clopote, confecționate din staniu, argint, bronz și cupru și reprezintă Sfânta Treime. Ele au fost sfințite în iulie 2006. Inițial, mănăstirea avea un clopot de 400 kg, dar o familie din Iași a donat un clopot de peste o tonă. Ulterior, mănăstirea a mai primit încă două clopote din partea conducerii combinatului Sidex Galați, ai cărui patroni indieni, deși sunt budiști, au rămas impresionați de mănăstire.
În prezent, Mănăstirea "Sf. Mina" din Roșiori dispune de o obște de 7 călugări, stareț fiind arhimandritul Varnava Ene. Hramurile mănăstirii sunt următoarele sărbători: «Sfantul Mare Mucenic Mina», «Sfinții Arhangheli Mihail și Gavril», «Sfântul Ierarh Vlasie» și «Sfantul Apostol Varnava».

## Alte activități desfășurate
Mănăstirea "Sf. Mina" din Roșiori dispune de un parc auto format din patru camioane, două fadrome, wolla, ifron, autogreder etc. Mănăstirea închiriază utilajele pentru diferite lucrări: la drumuri, la transportarea balastului, drumuri forestiere, drumuri comunale. A fost deschis un magazin și se pleacă cu mașinile prin piețe și oboare pentru vânzarea mărfurilor.
În mănăstire se celebrează zilnic cele trei slujbe ale acatistului (două dimineața și unul seara), vecernia și utrenia. Lunea, miercurea și vinerea se mănâncă odată pe zi, iar în celelalte zile de două ori pe zi. Nu se consumă niciodată carne, în afară de cea de pește. Călugării mănăstirii muncesc în gospodărie, la bucătărie, în grajd și în construcții.
„Nu ieși din biserică și te culci. Cu toții muncim, nu avem încotro [...]. Unde este un hram, hop și noi. Suntem, cred, singura mănăstire din nordul Moldovei declarată prestatoare de servicii și plătitoare de TVA. Veniturile noastre vin din prestări de servicii.”—arhimandrit Varnava Ene
În apropierea mănăstirii, se află doi stâlpi de telefonie mobilă.

## Fotogalerie

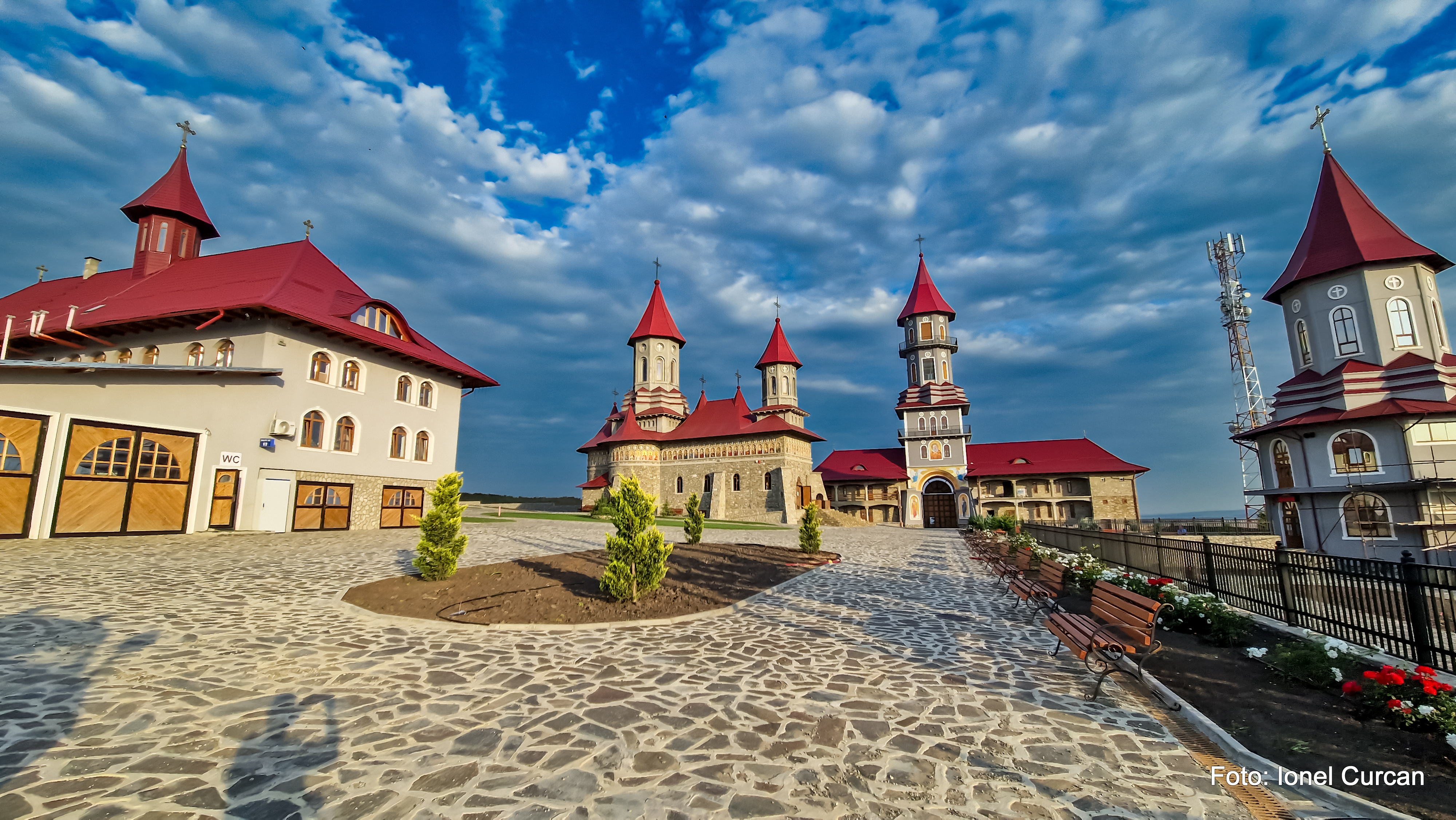
Mănăstirea Sfântul Mina din Roșiori, comuna Forăști
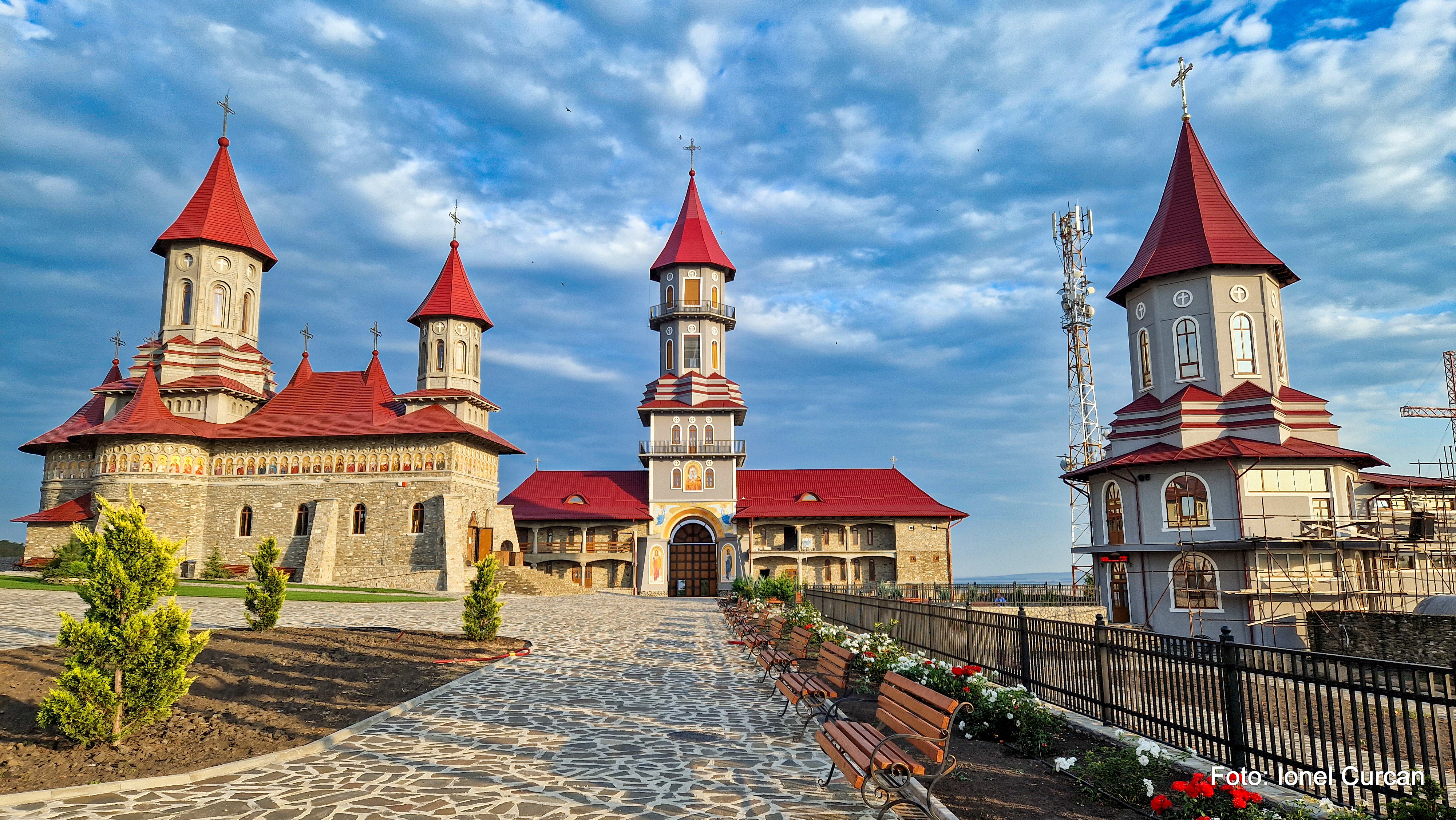
Mănăstirea Sfântul Mina din Roșiori, comuna Forăști
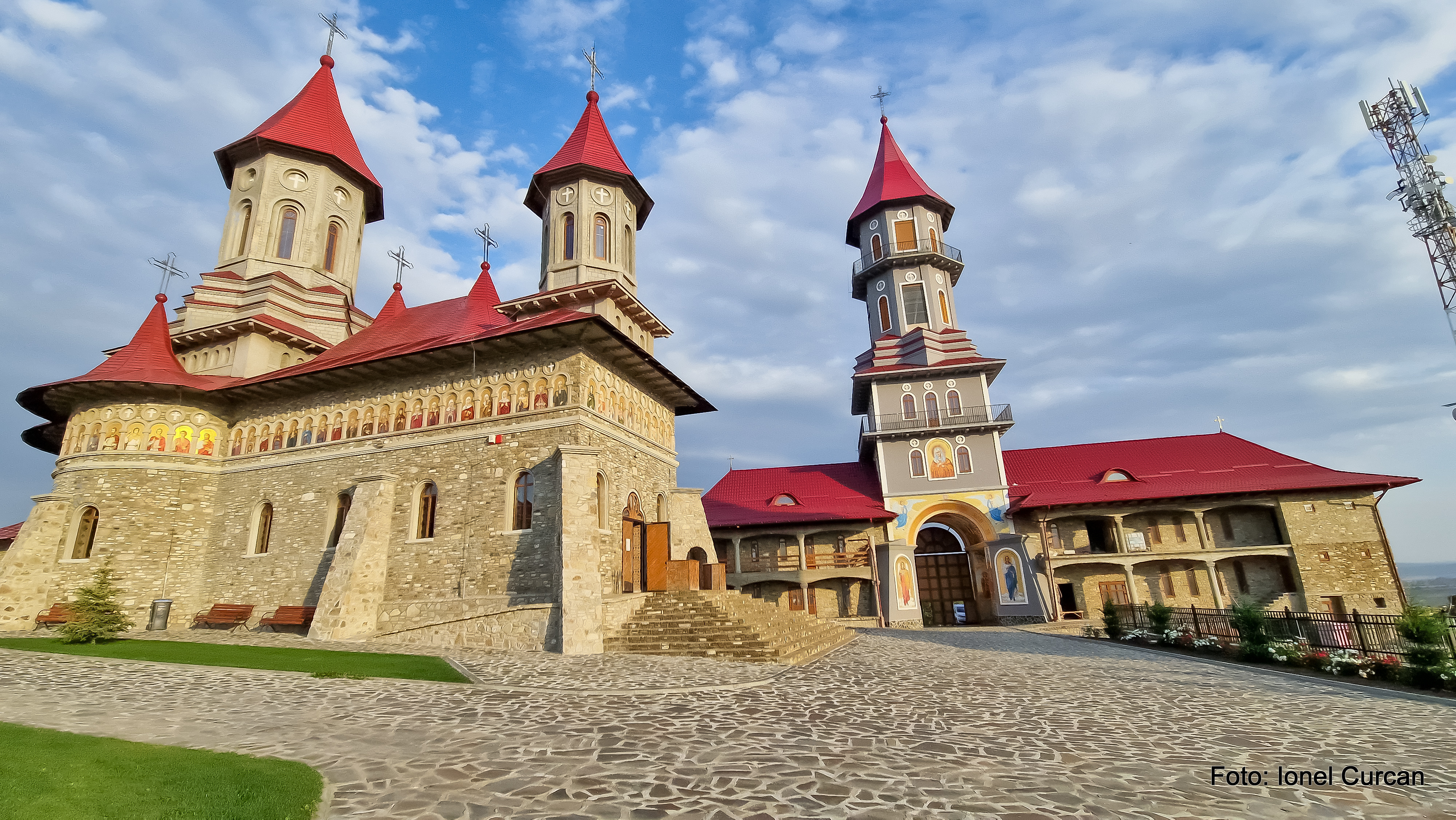
Mănăstirea Sfântul Mina din Roșiori, comuna Forăști
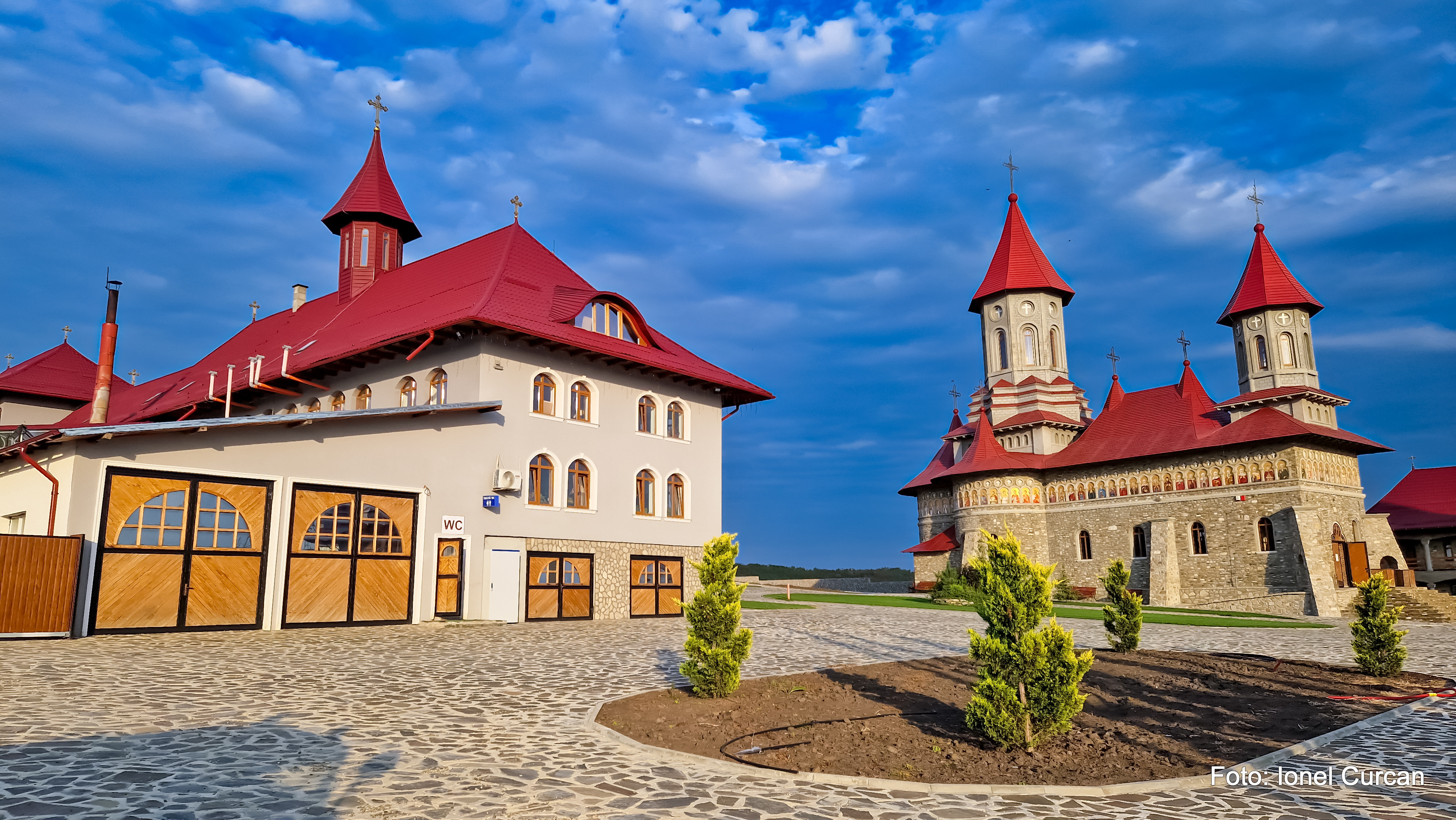
Mănăstirea Sfântul Mina din Roșiori, comuna Forăști
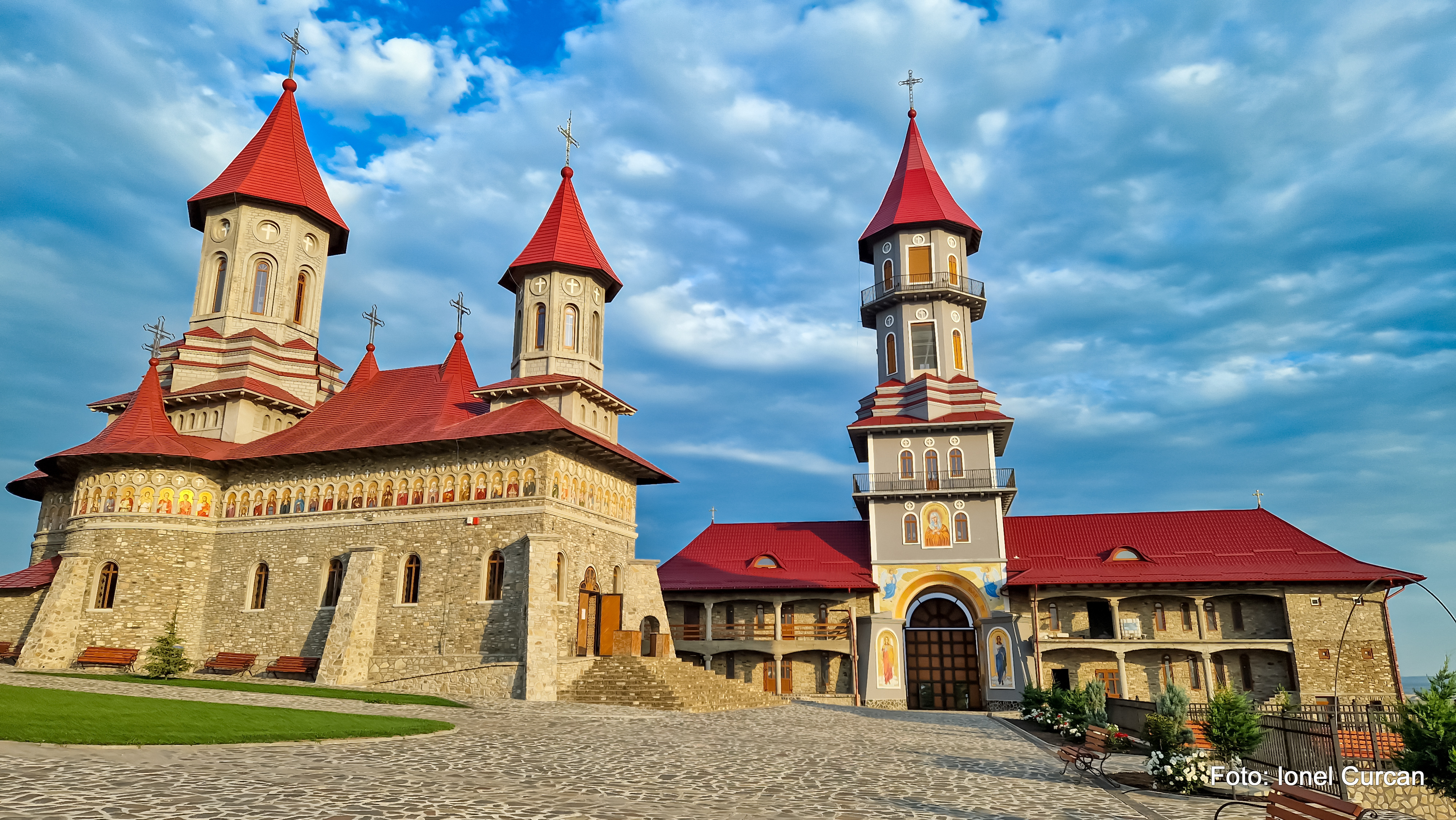
Mănăstirea Sfântul Mina din Roșiori, comuna Forăști
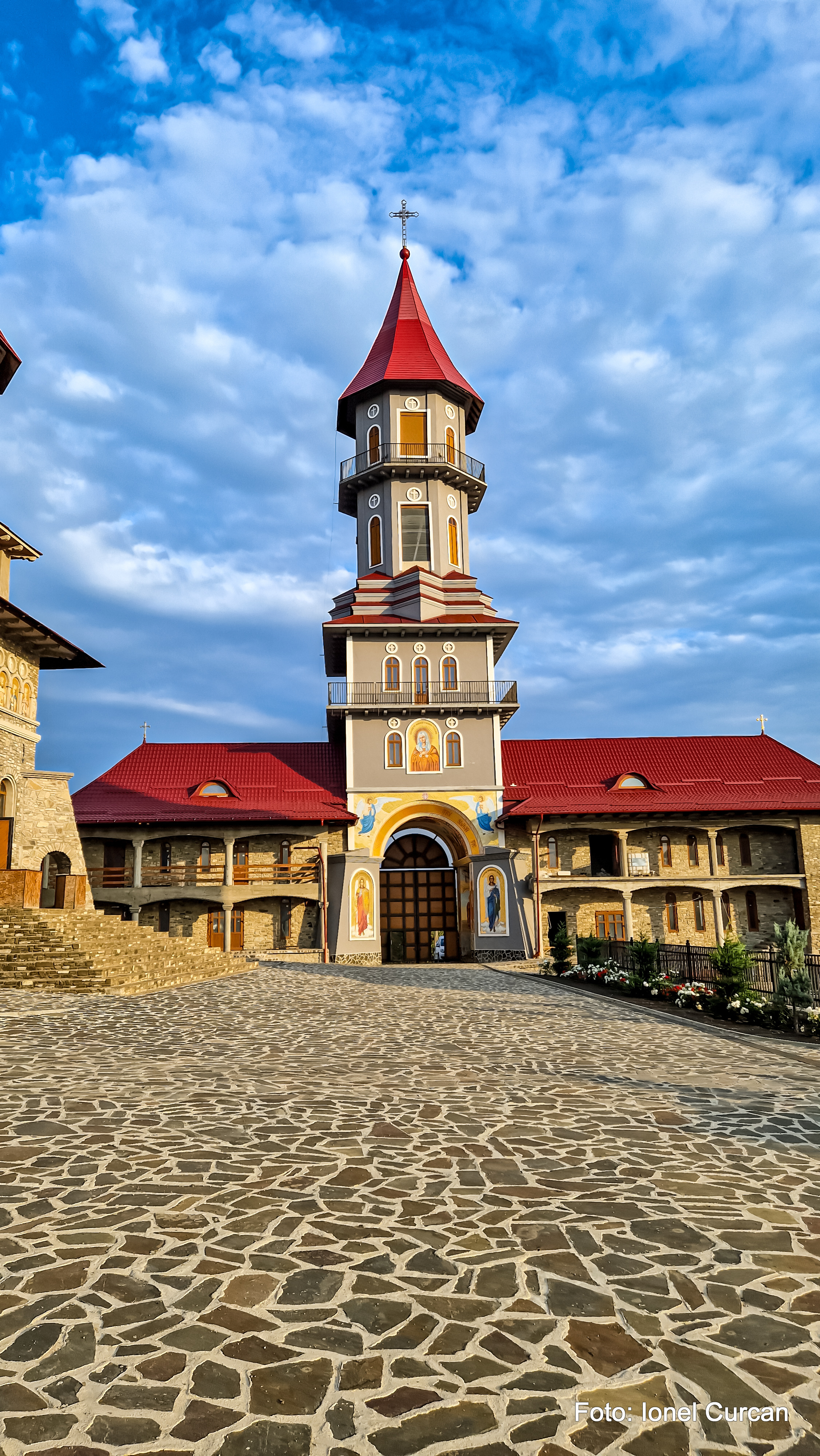
Mănăstirea Sfântul Mina din Roșiori, comuna Forăști
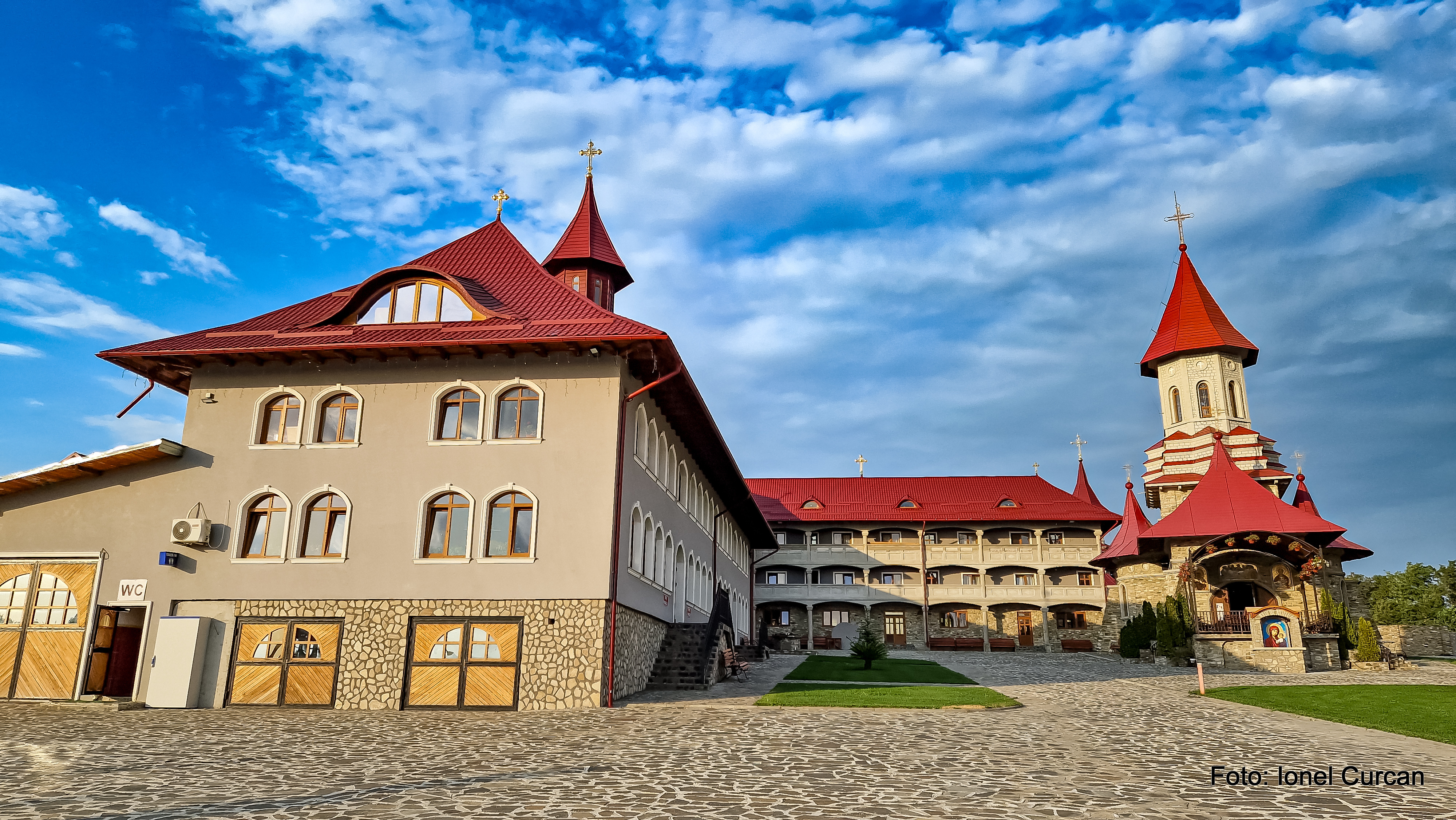
Mănăstirea Sfântul Mina din Roșiori, comuna Forăști
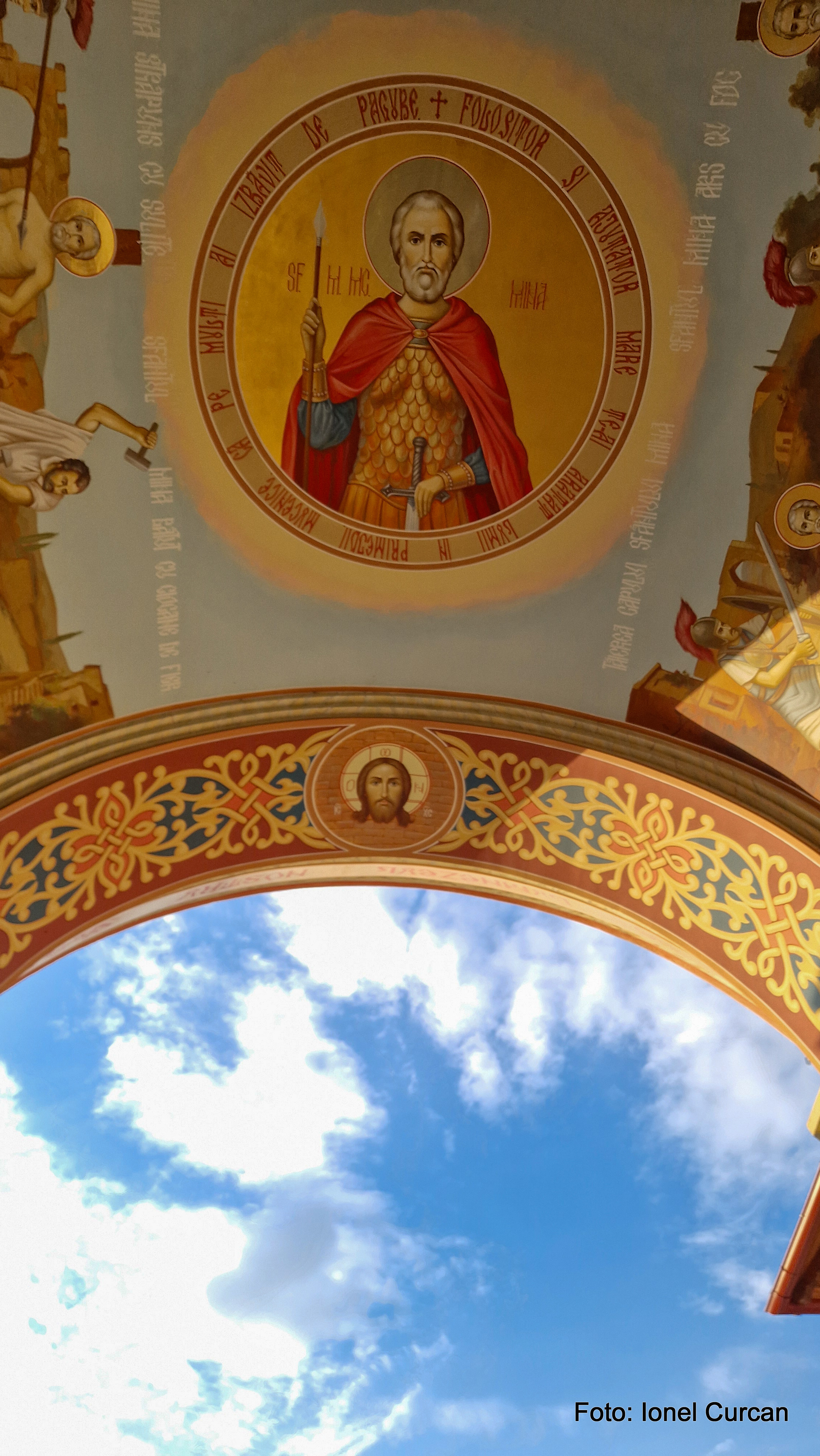
Mănăstirea Sfântul Mina
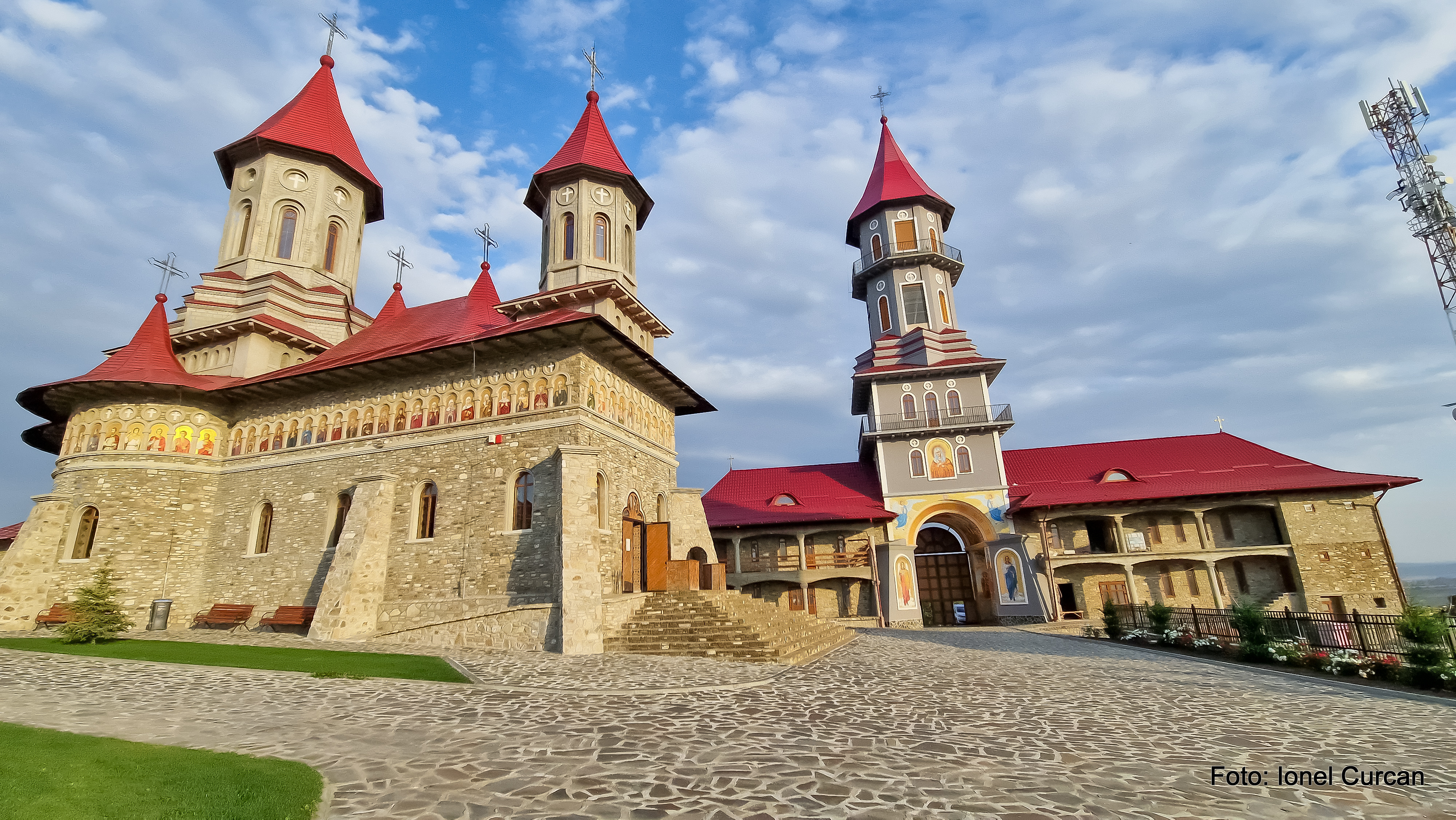
Mănăstirea Sfântul Mina
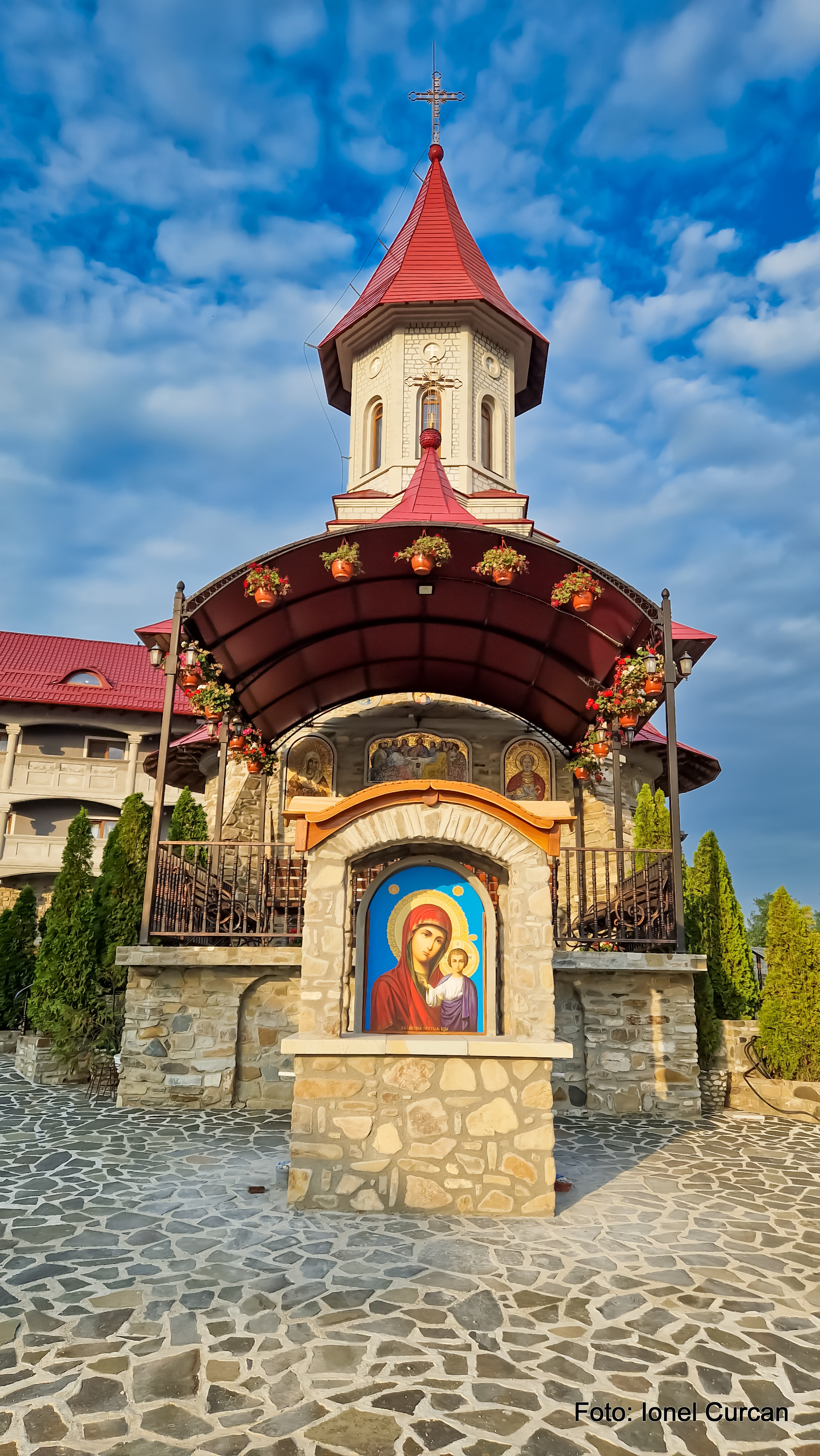
Mănăstirea Sfântul Mina
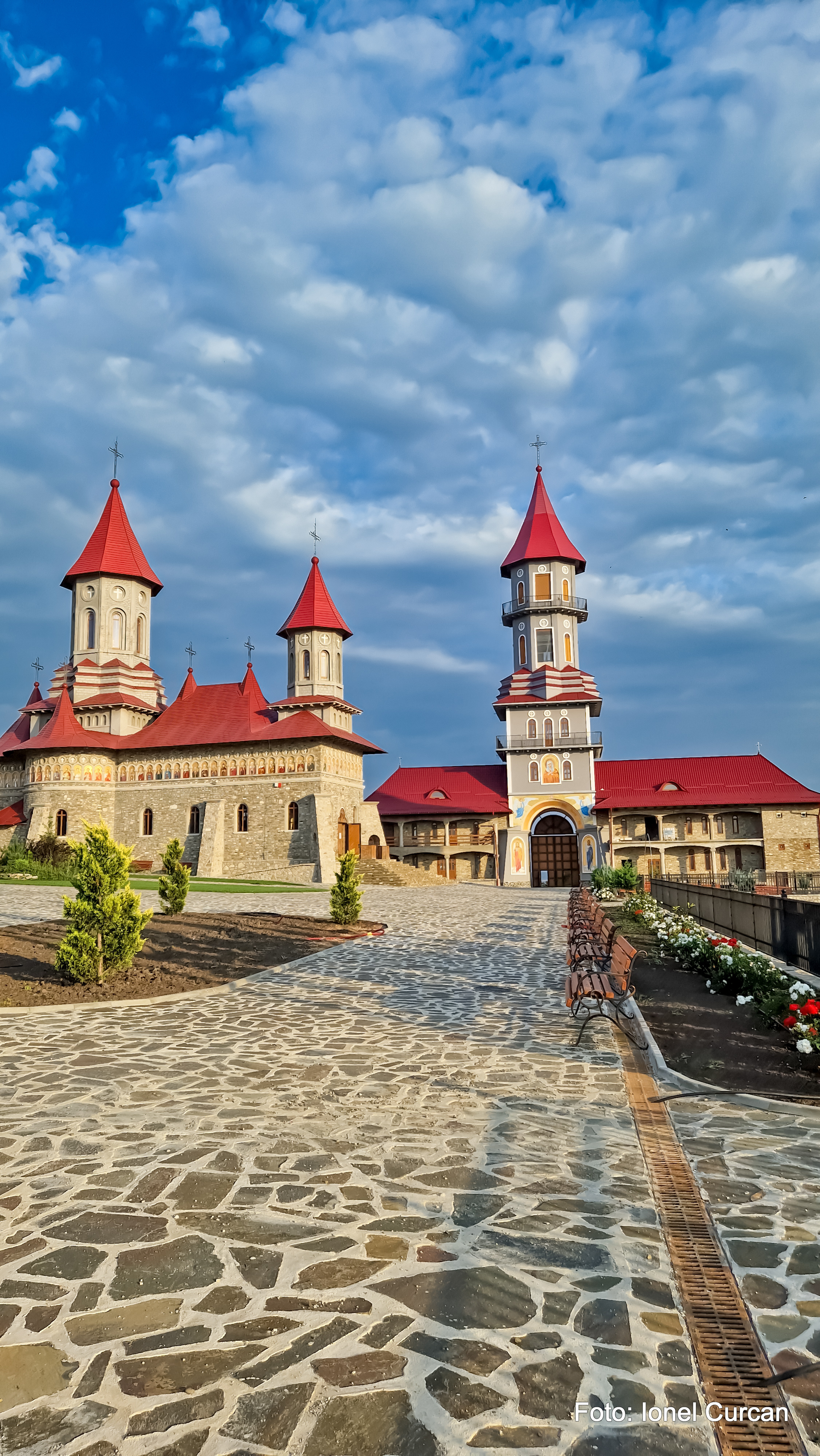
Mănăstirea Sfântul Mina din Roșiori, comuna Forăști
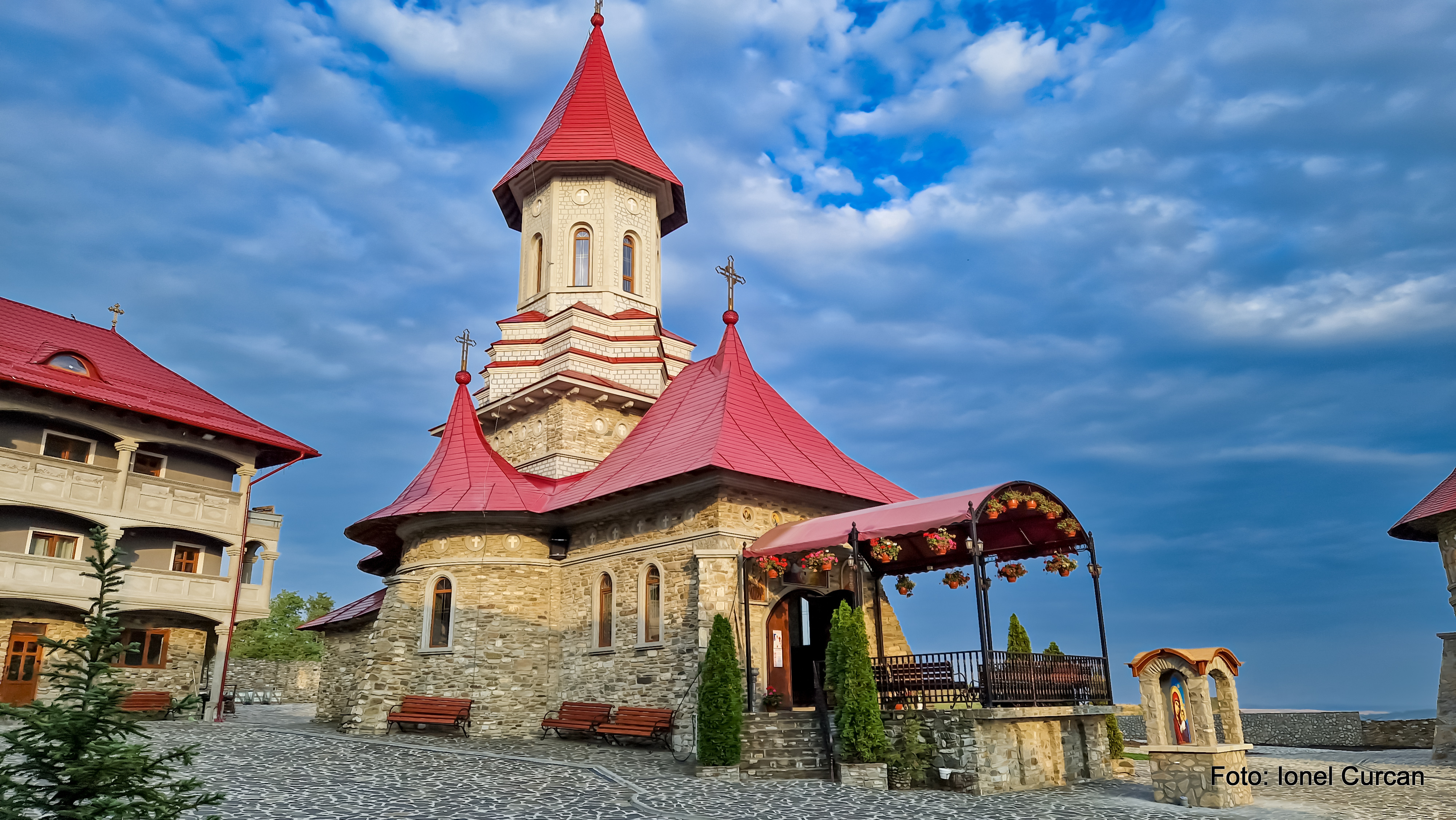
Mănăstirea Sfântul Mina
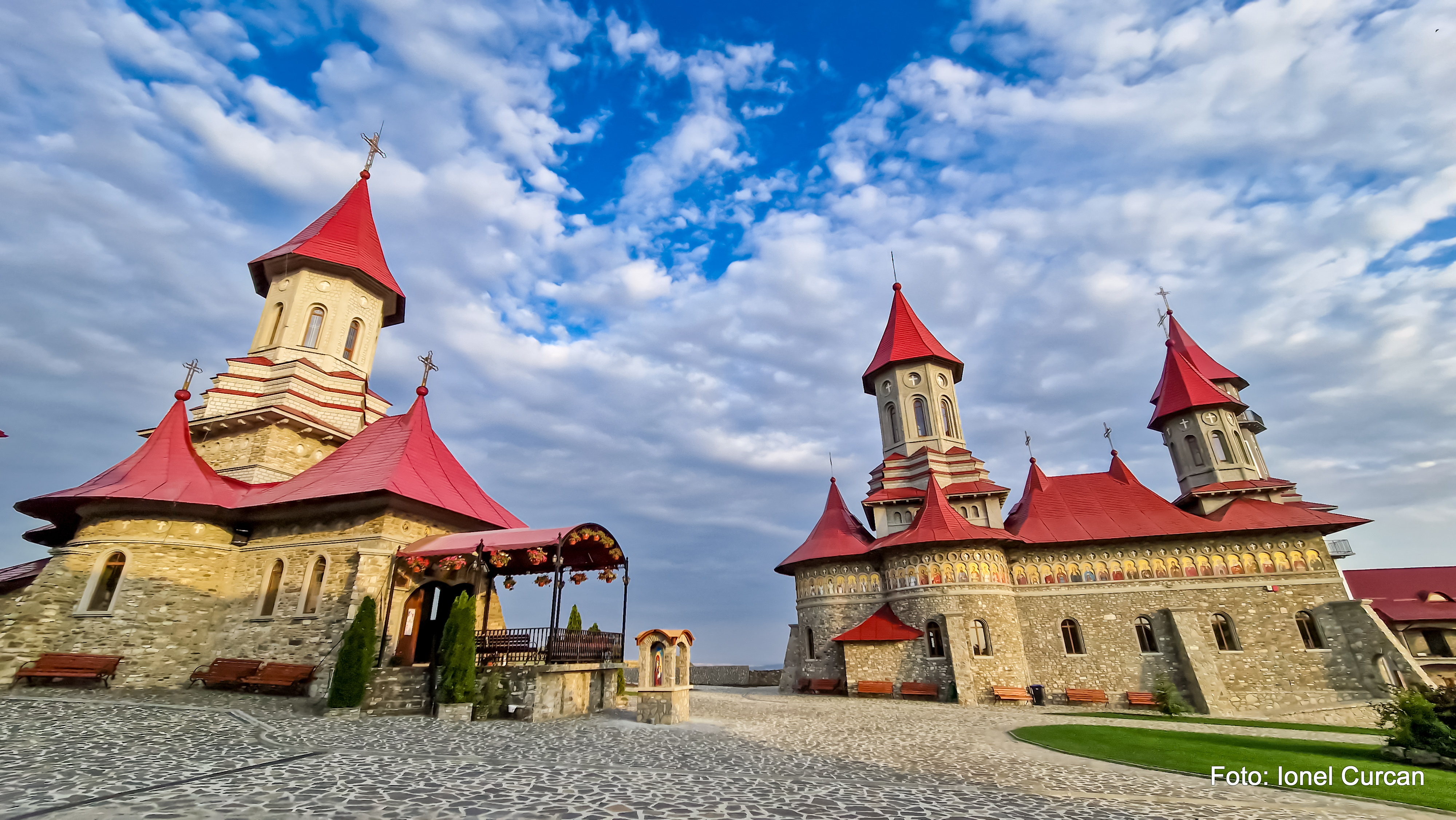
Mănăstirea Sfântul Mina
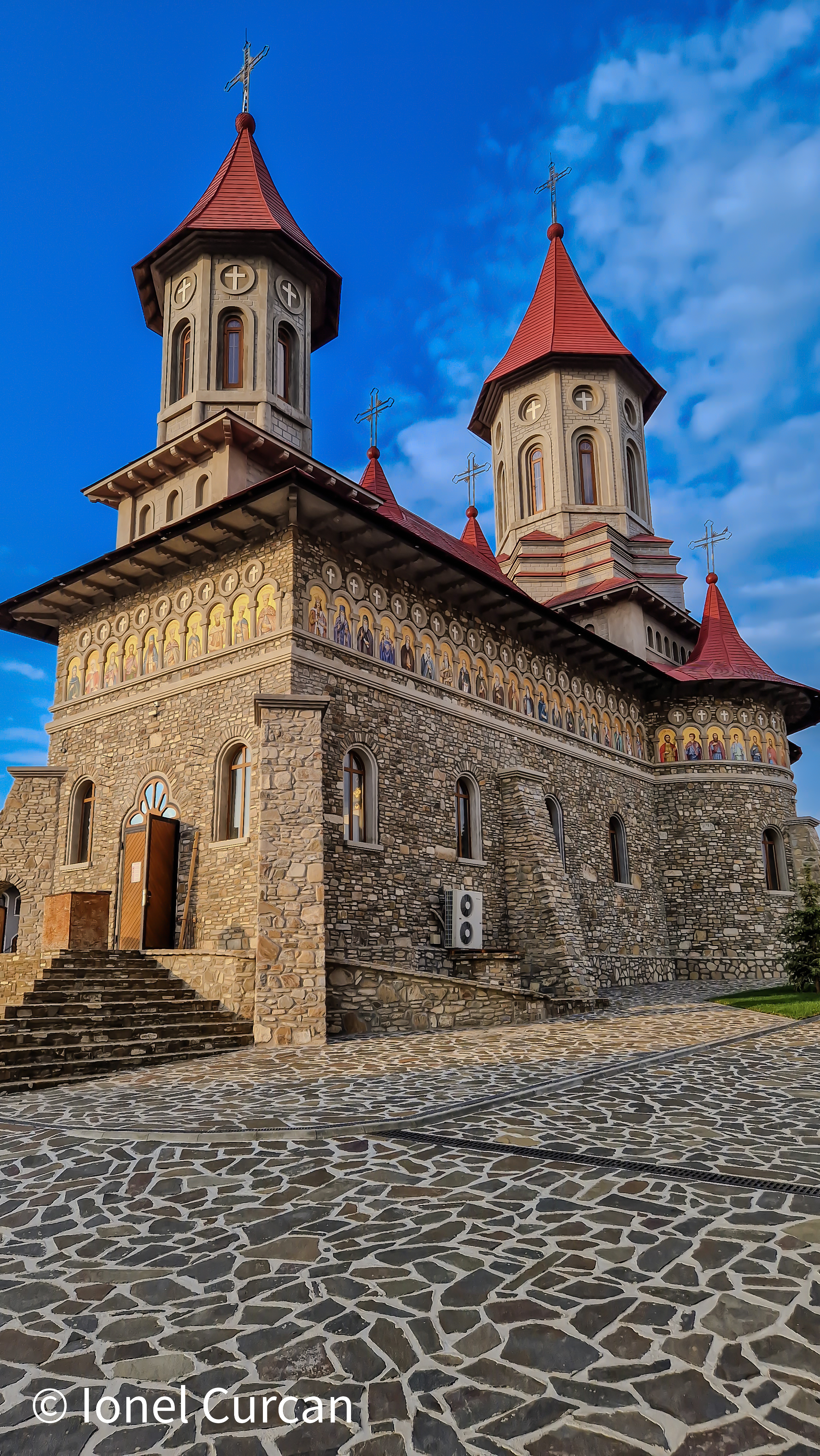
Mănăstirea Sfântul Mina din Roșiori, comuna Forăști
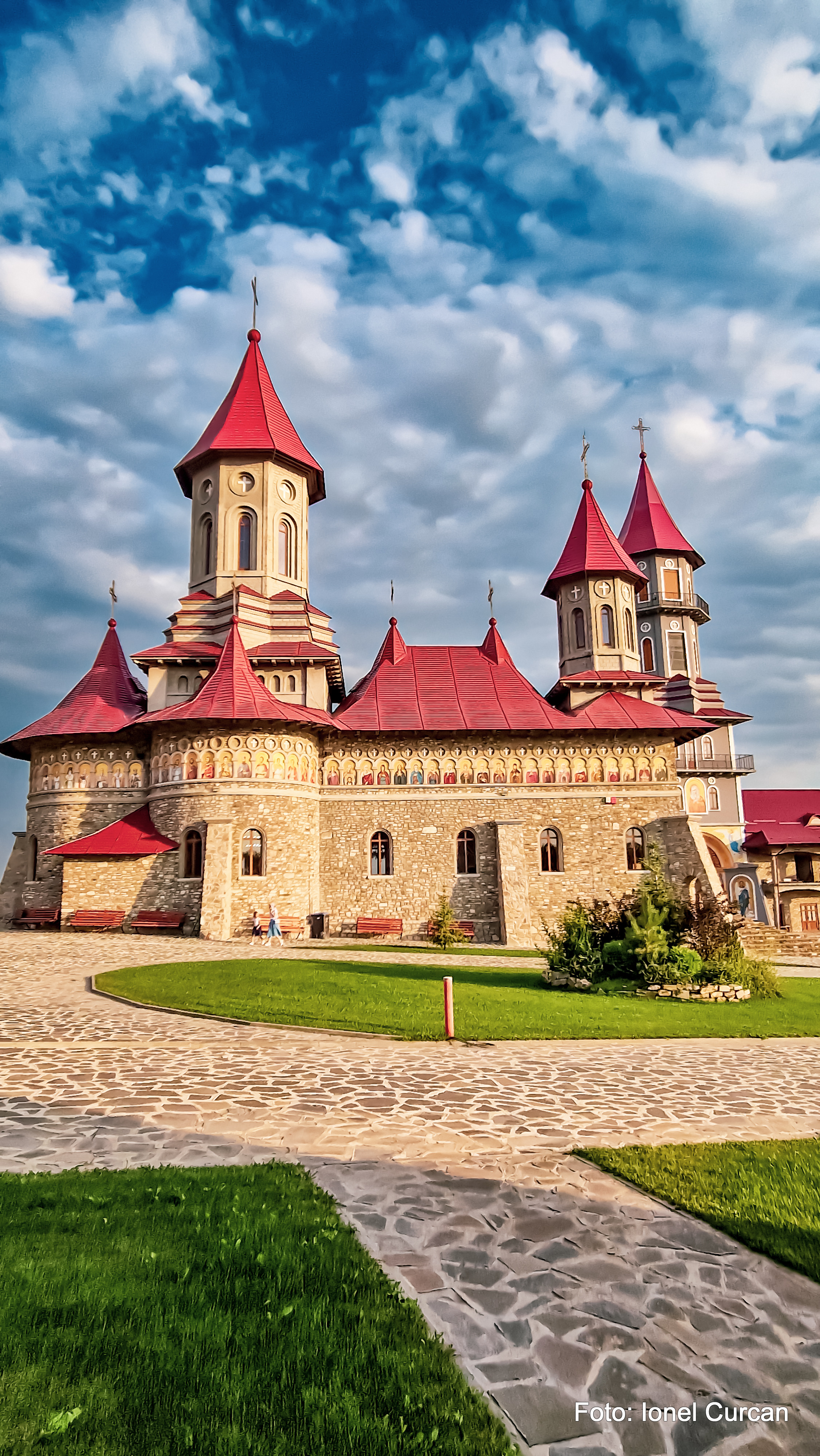
Mănăstirea Sfântul Mina
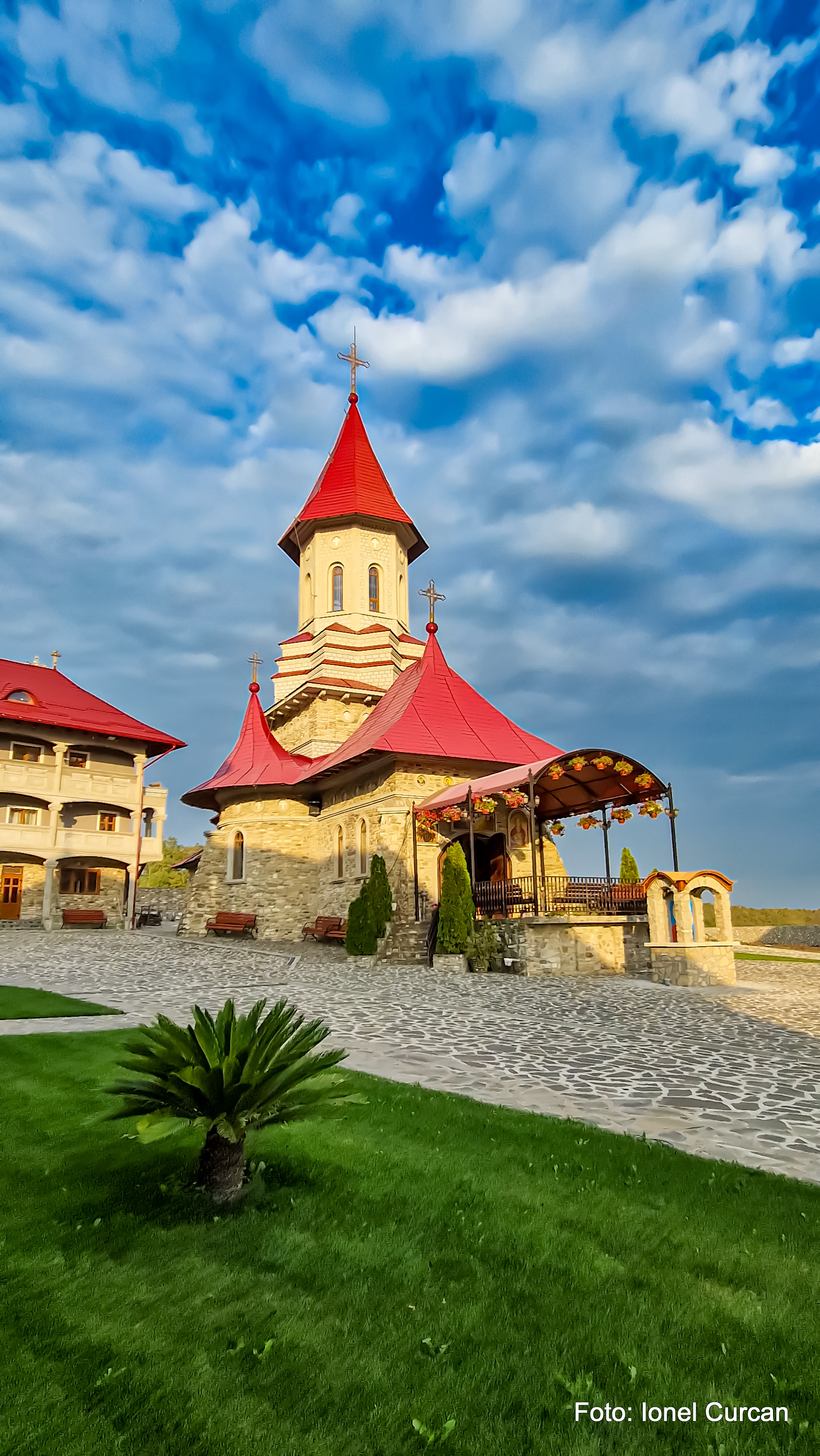
Mănăstirea Sfântul Mina
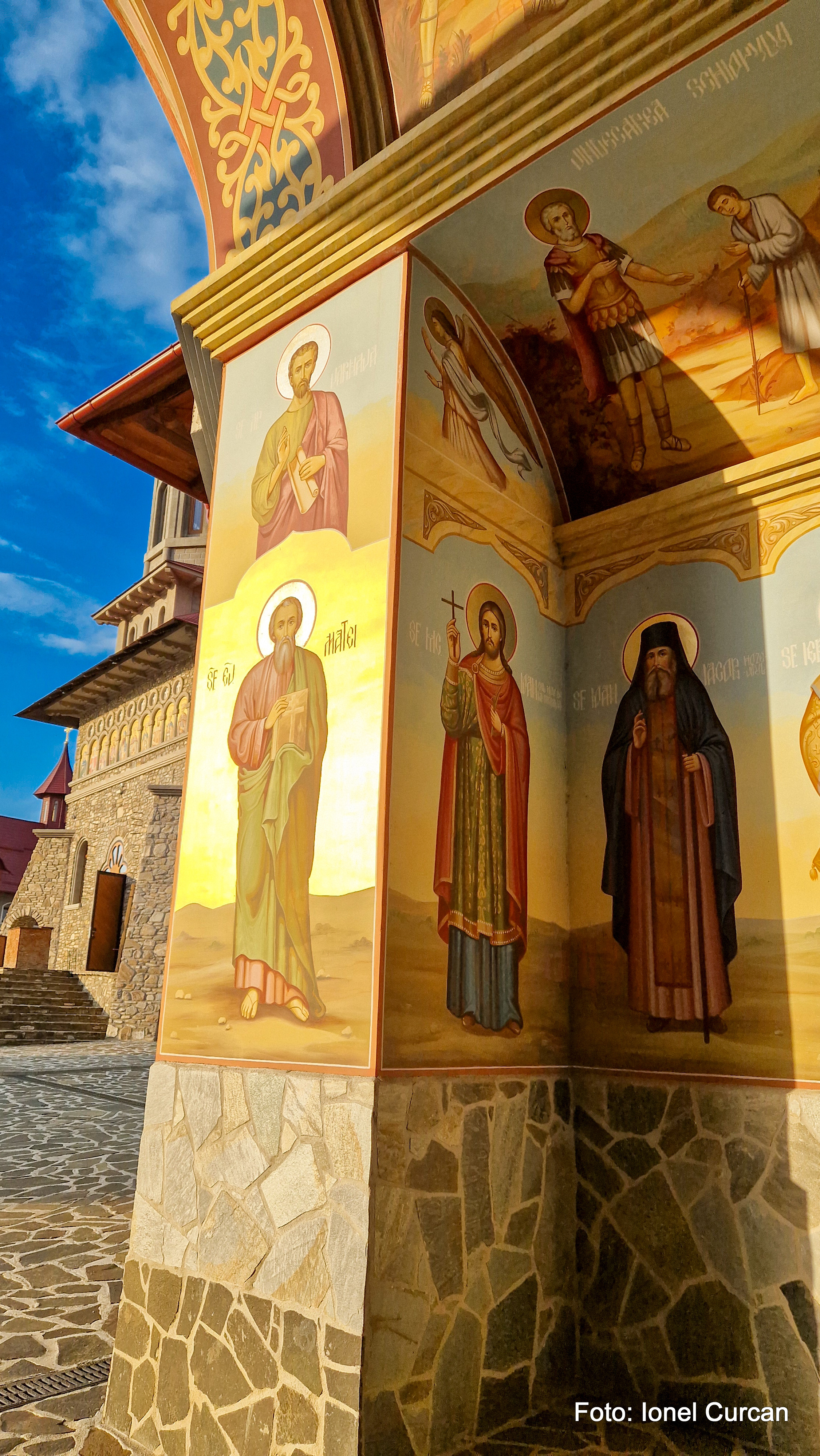
Mănăstirea Sfântul Mina
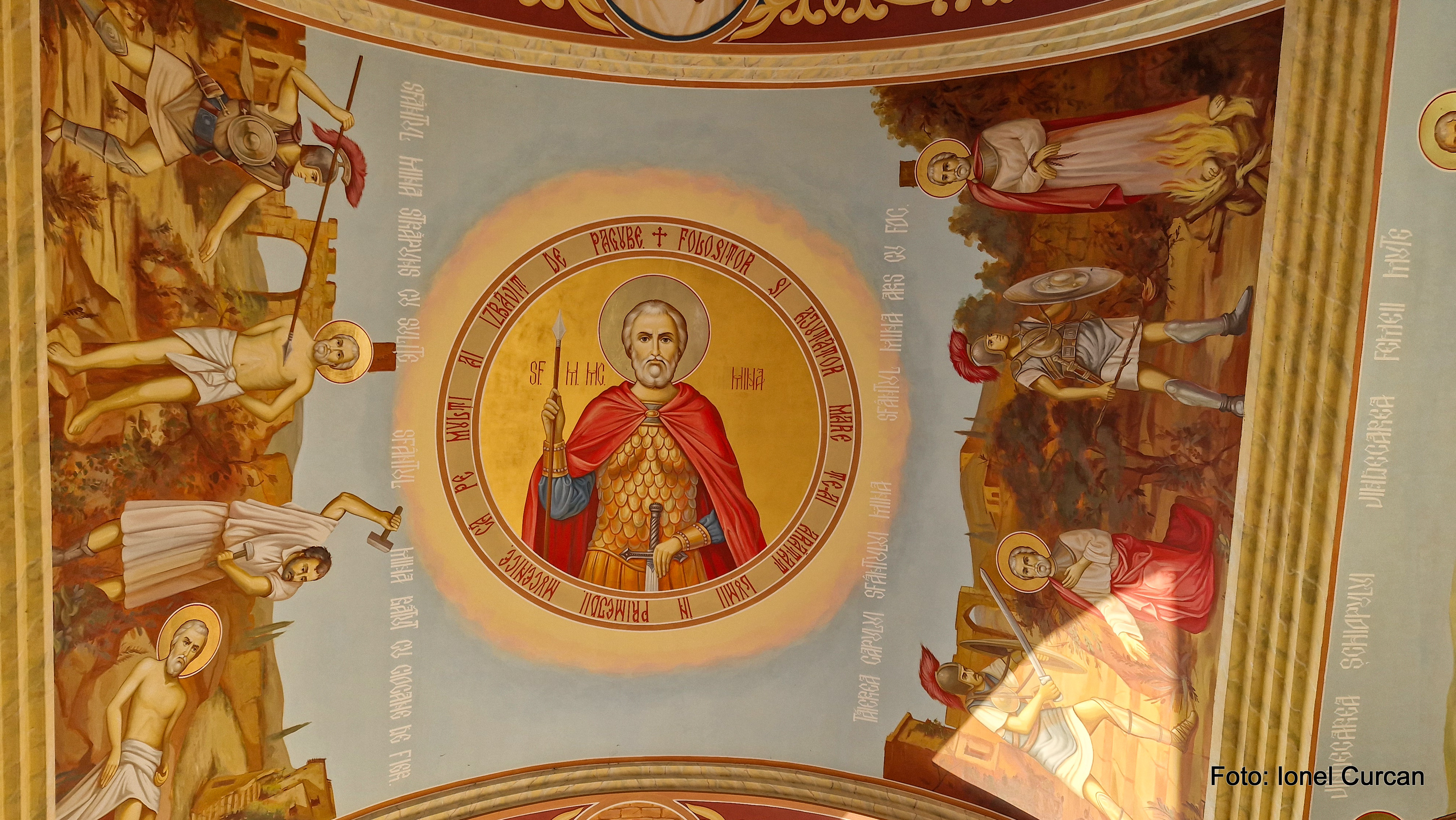
Mănăstirea Sfântul Mina
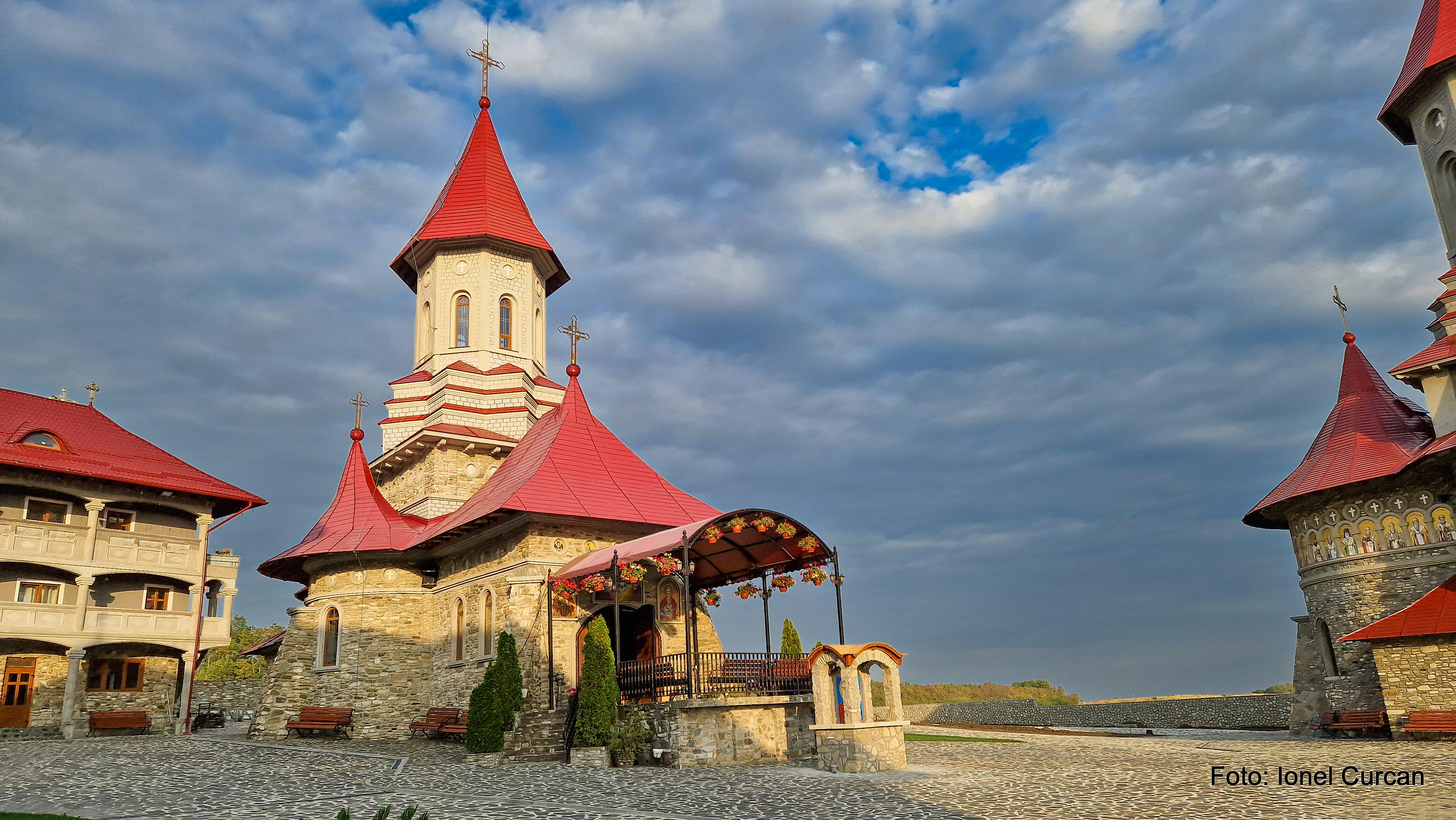
Mănăstirea Sfântul Mina
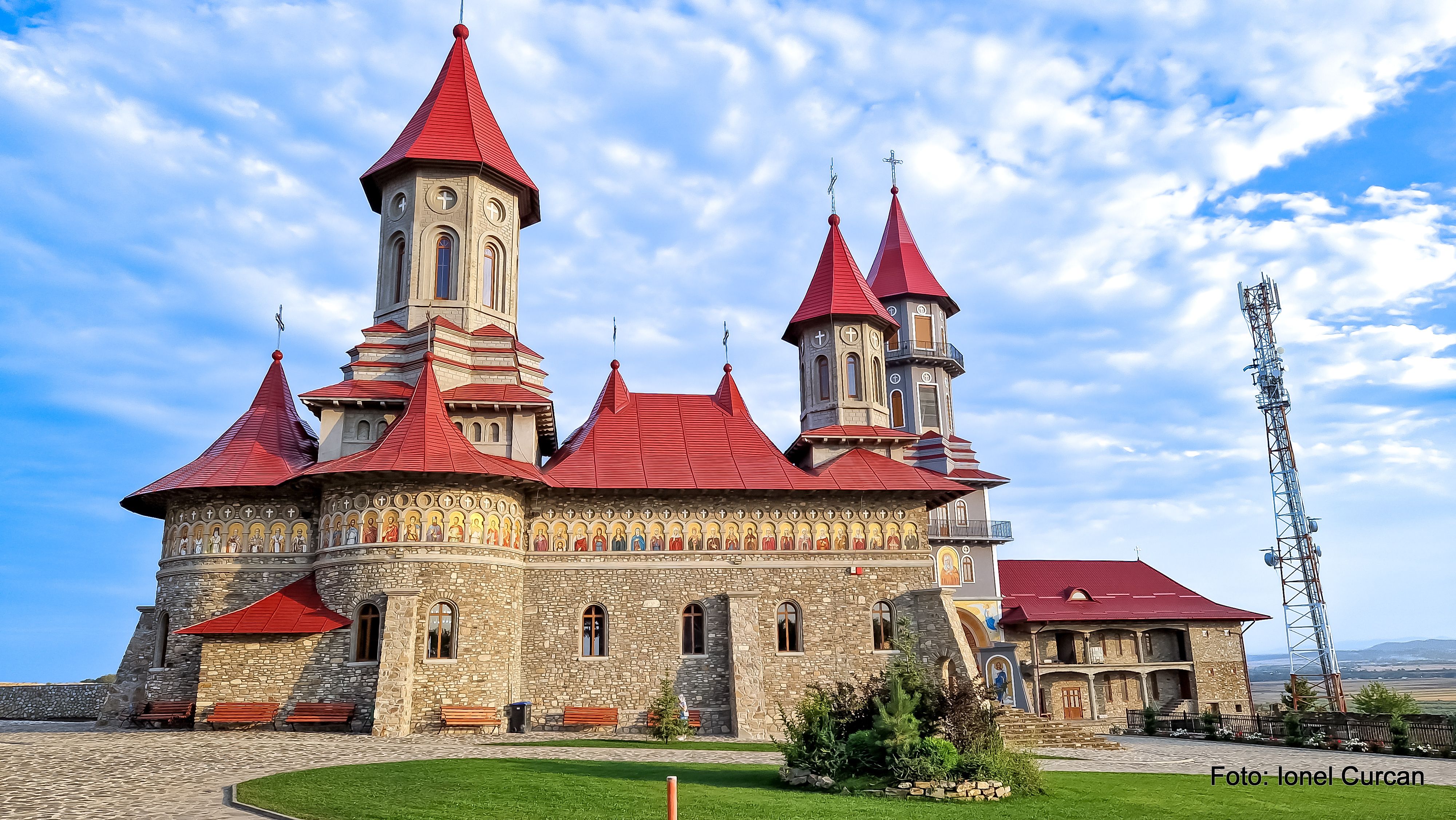
Mănăstirea Sfântul Mina
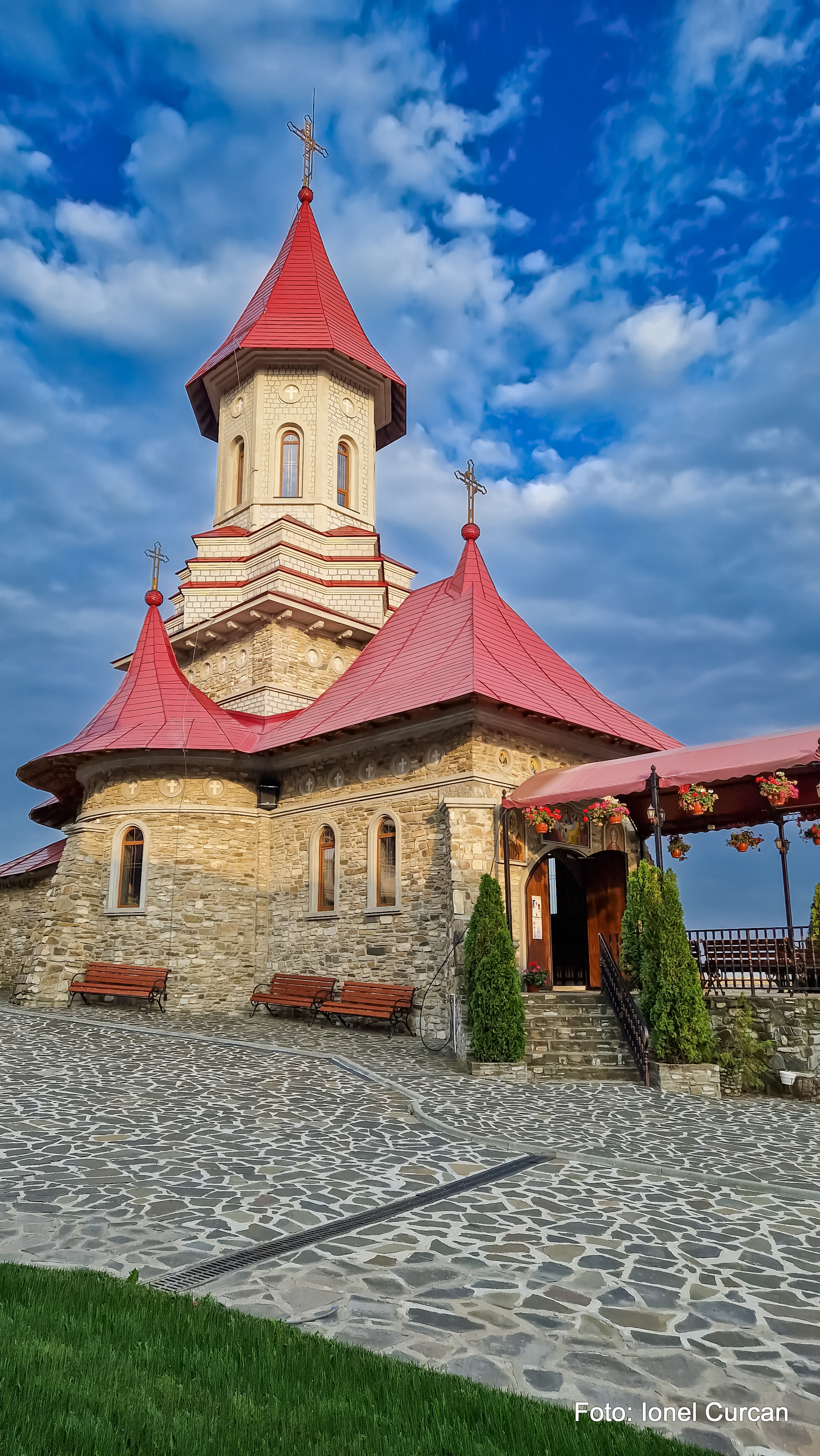
Mănăstirea Sfântul Mina
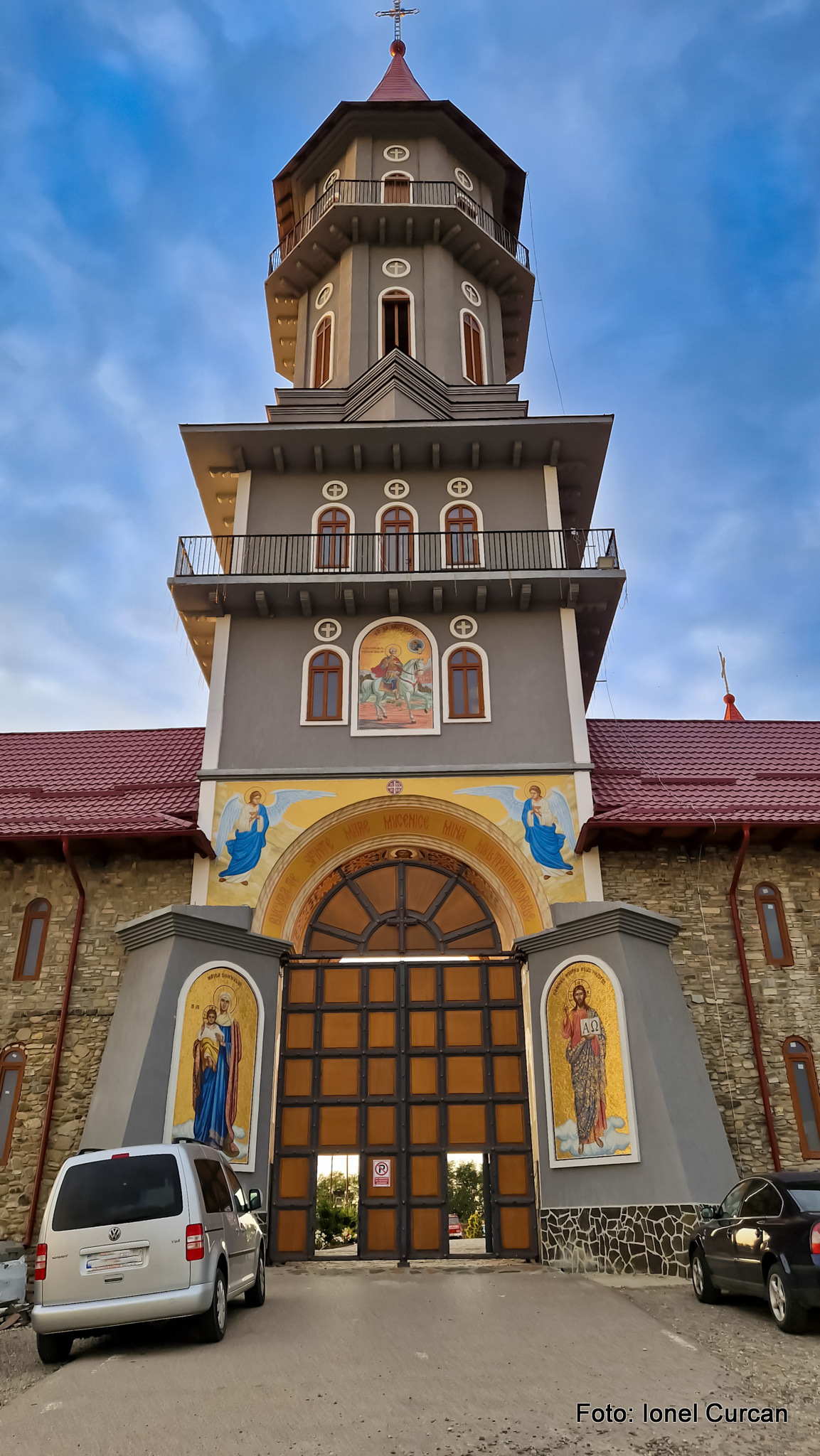
Turn intrare Mănăstirea Sfântul Mina
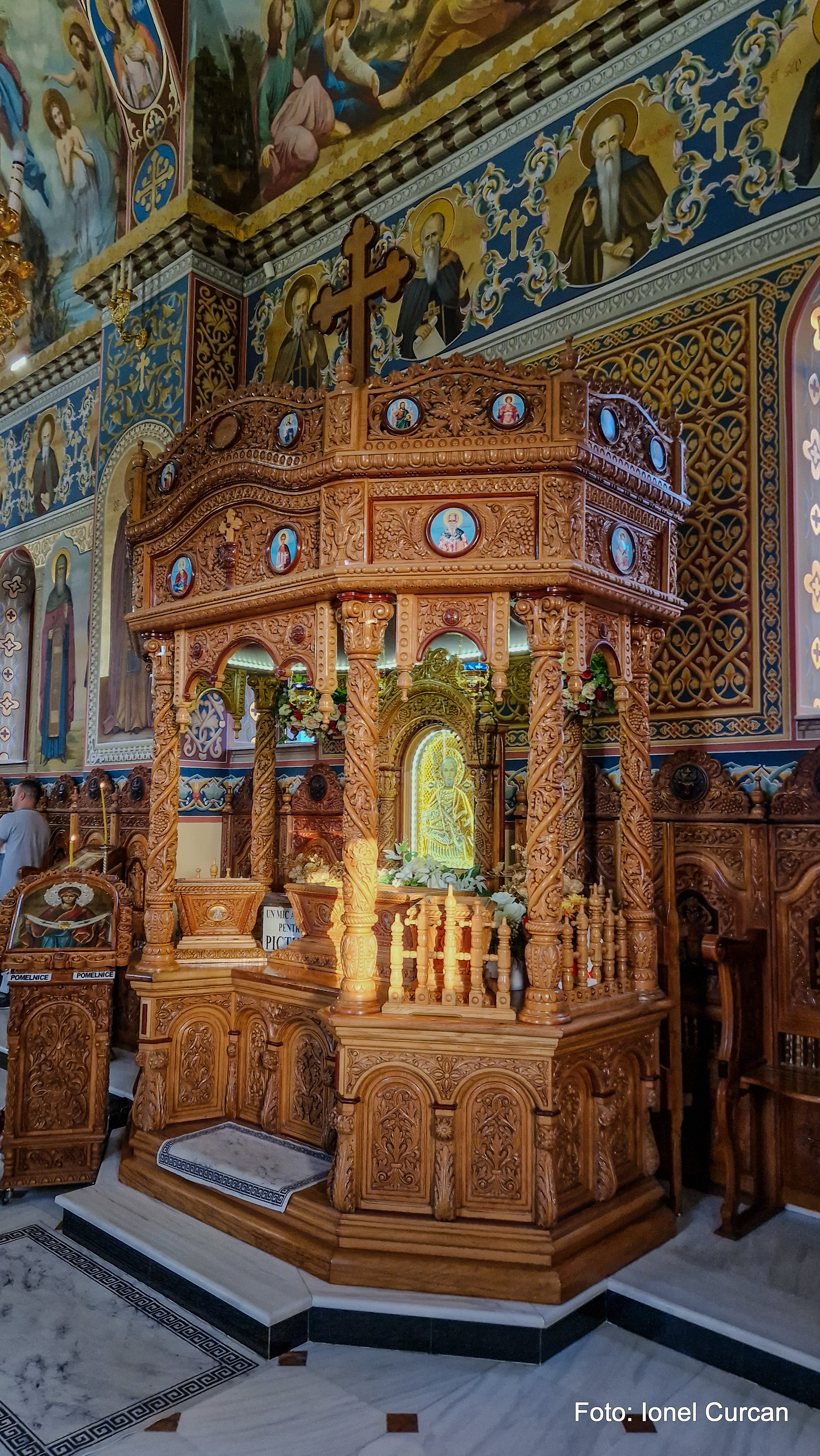
Interior Mănăstirea Sfântul Mina
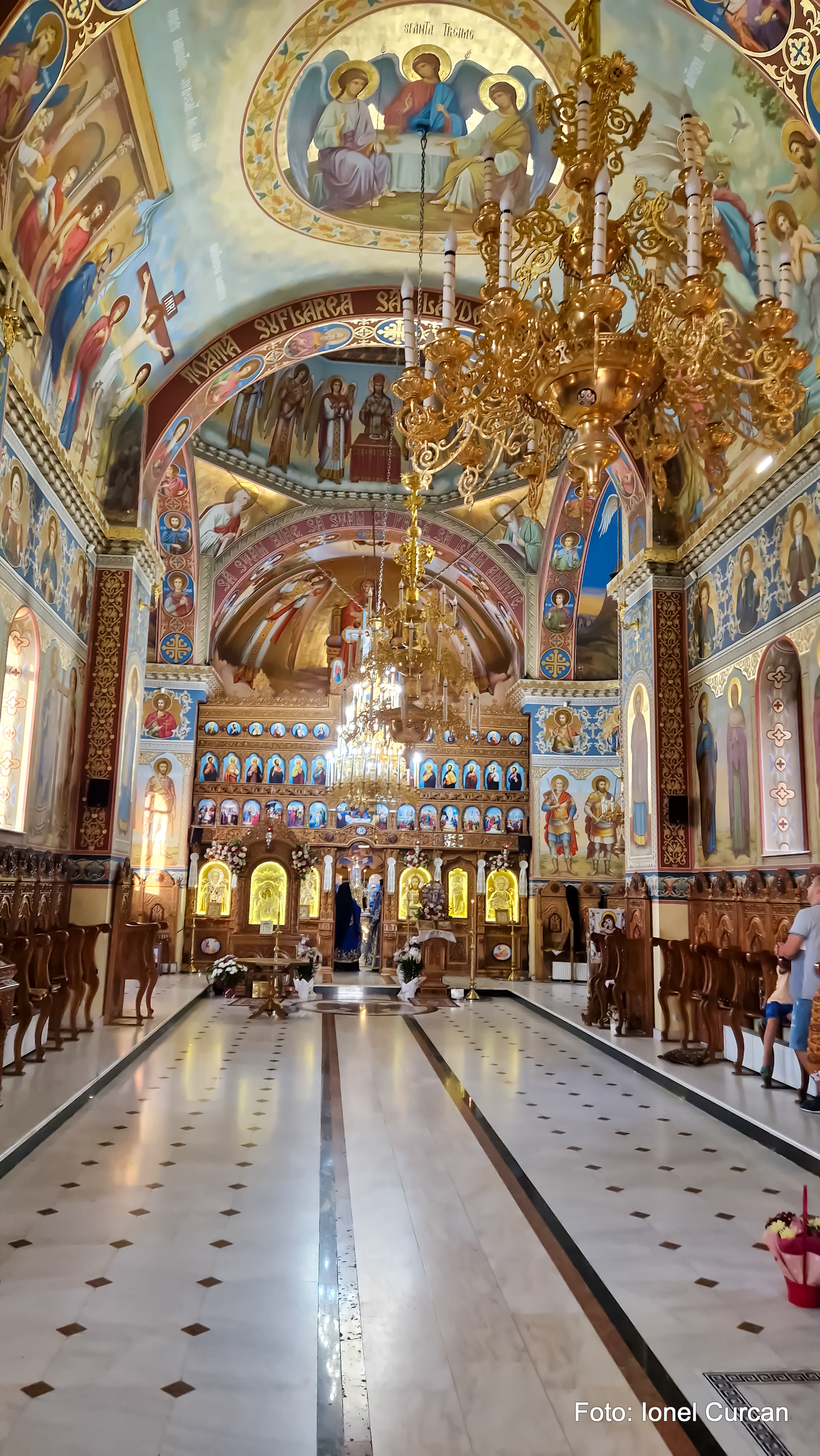
Interior Mănăstirea Sfântul Mina
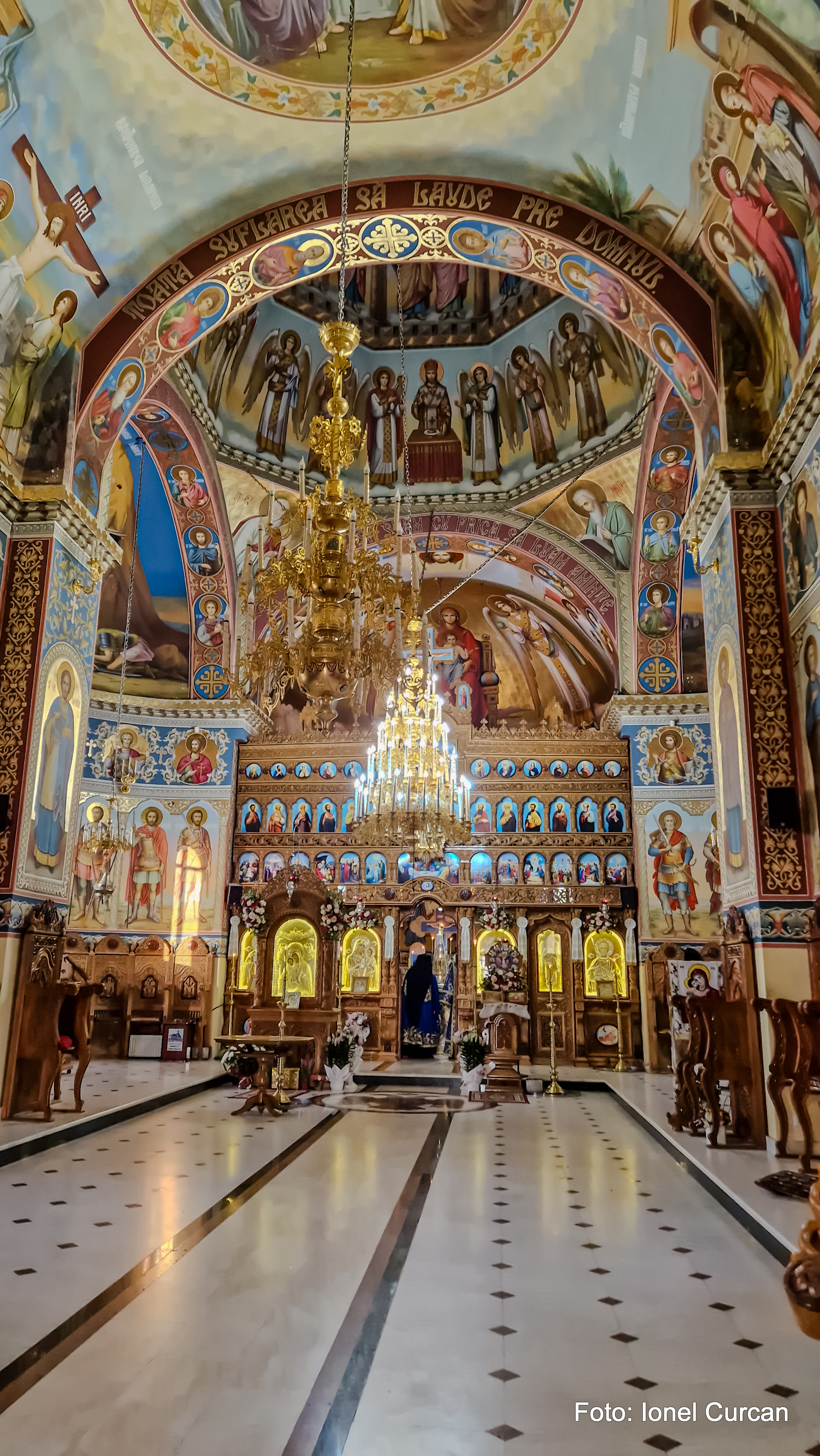
Interior Mănăstirea Sfântul Mina
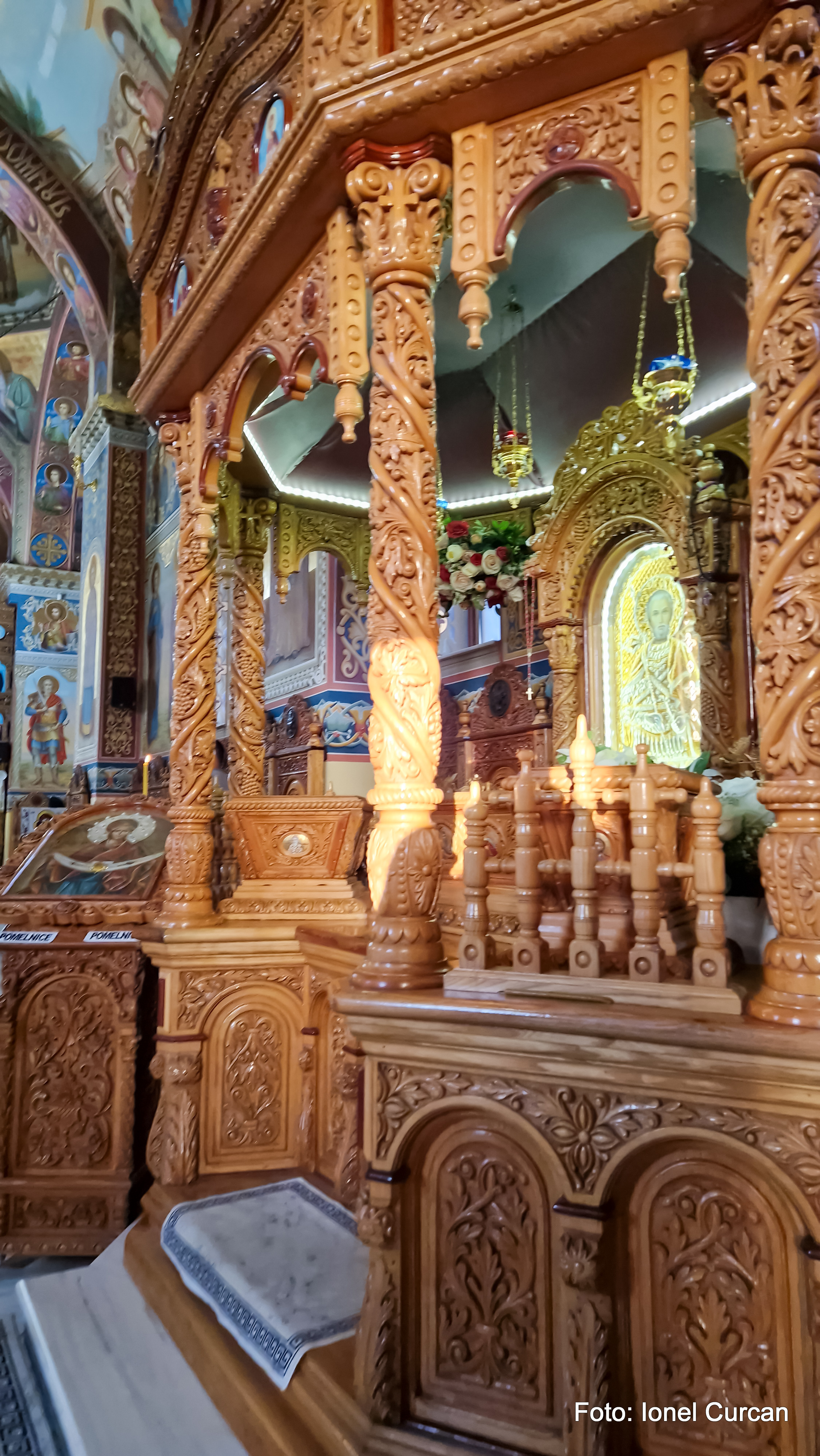
Interior Mănăstirea Sfântul Mina
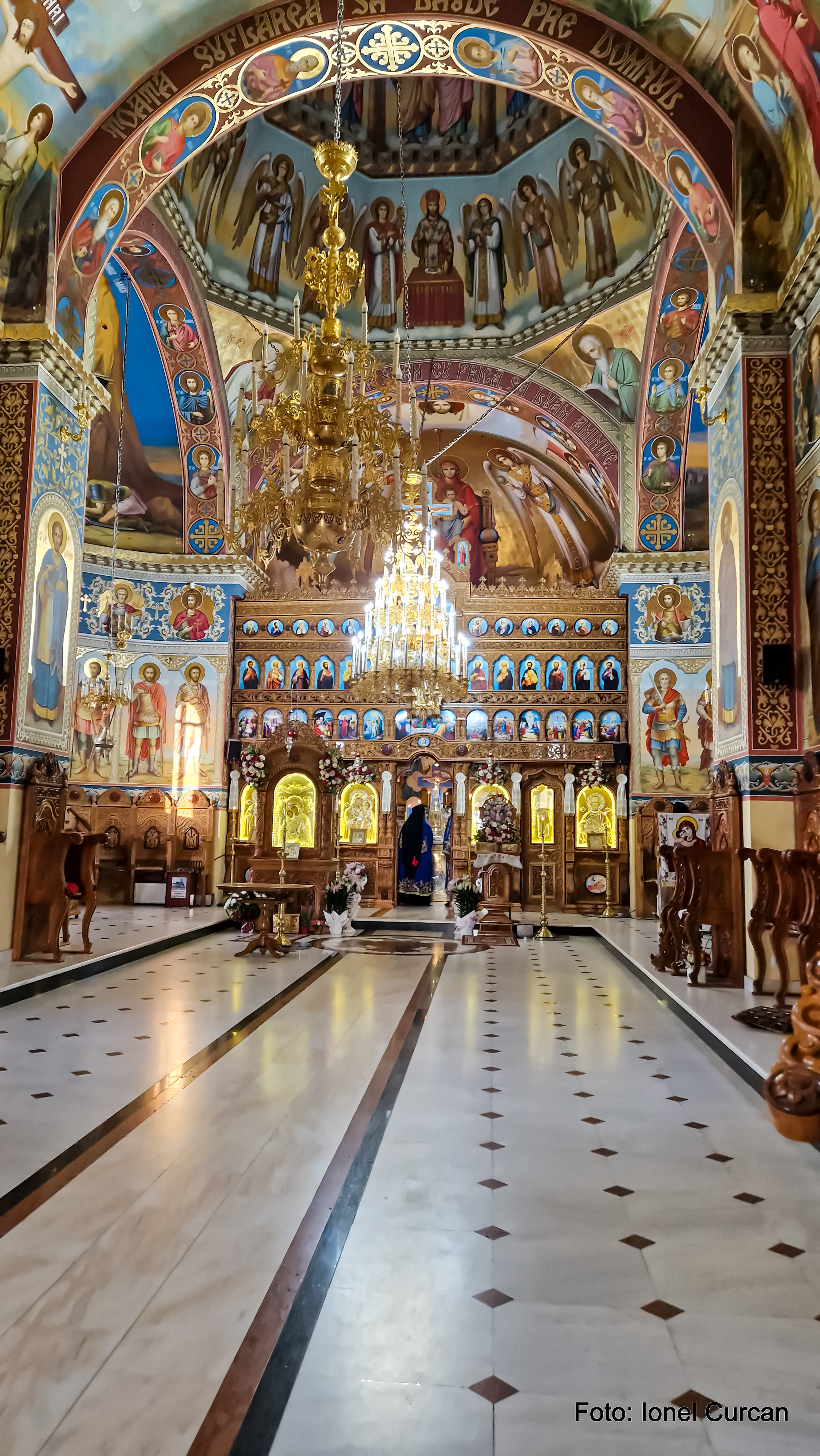
Interior Mănăstirea Sfântul Mina
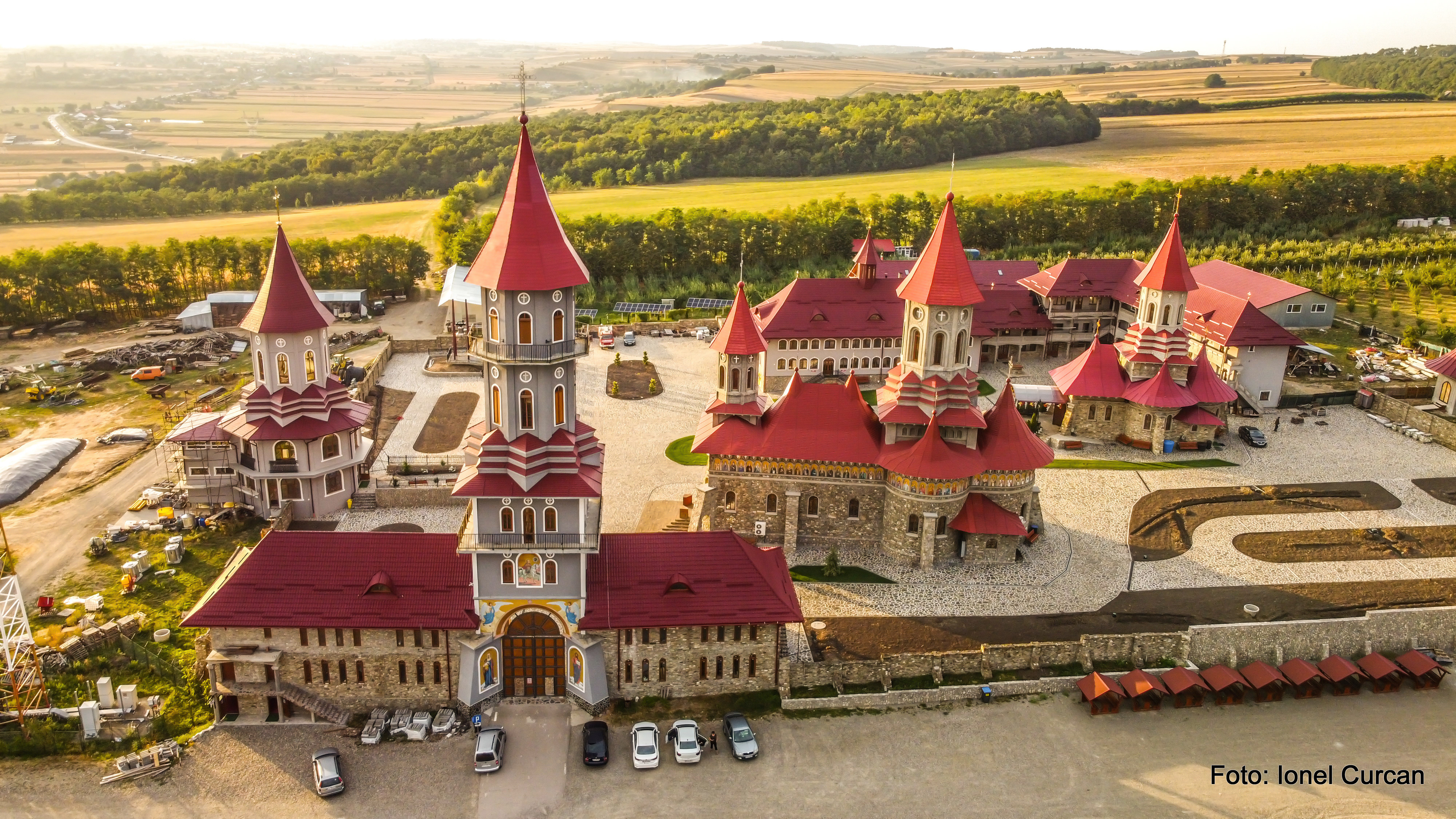
Mănăstirea Sfântul Mina, văzut de sus
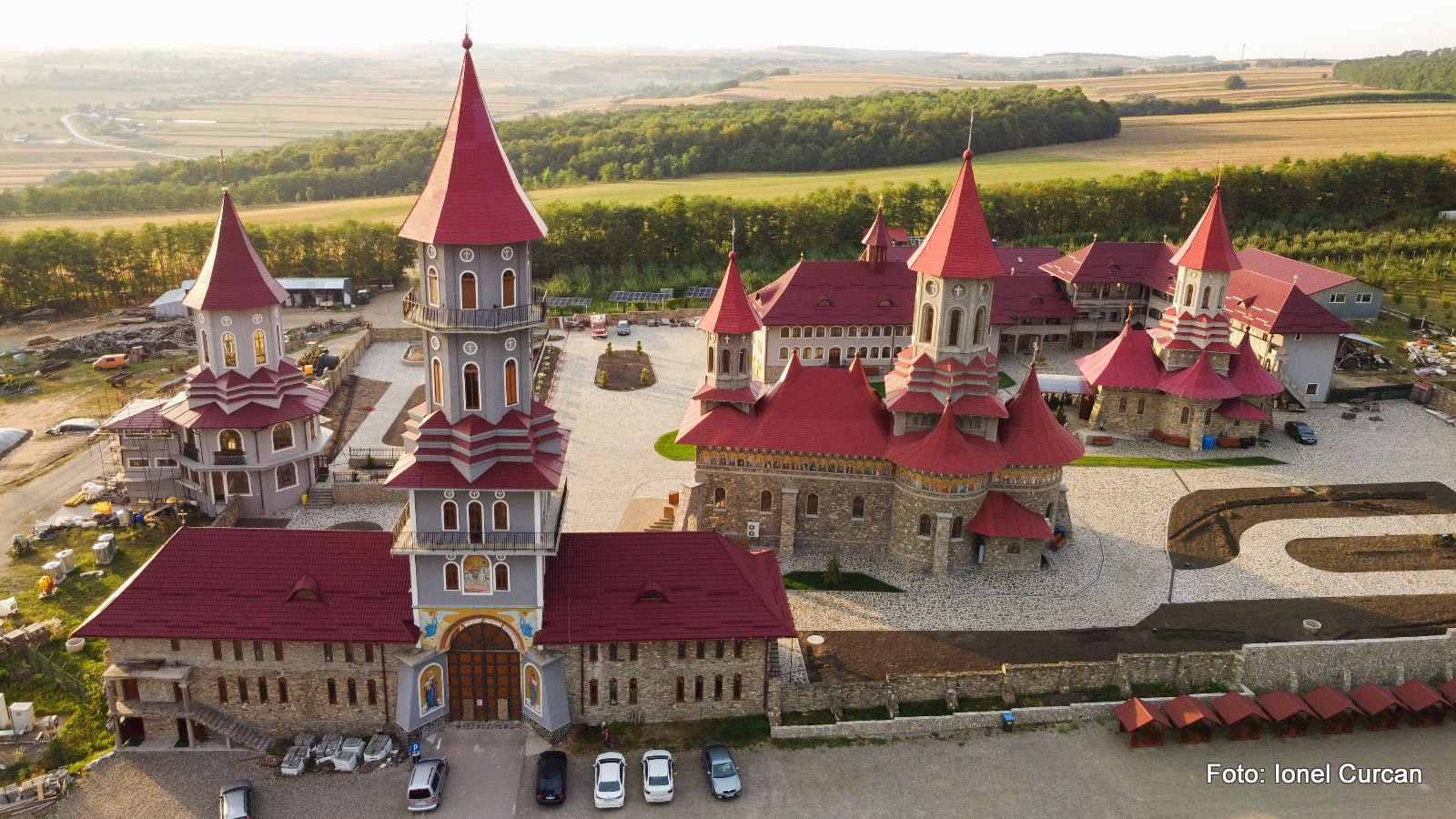
Mănăstirea Sfântul Mina, văzut de sus
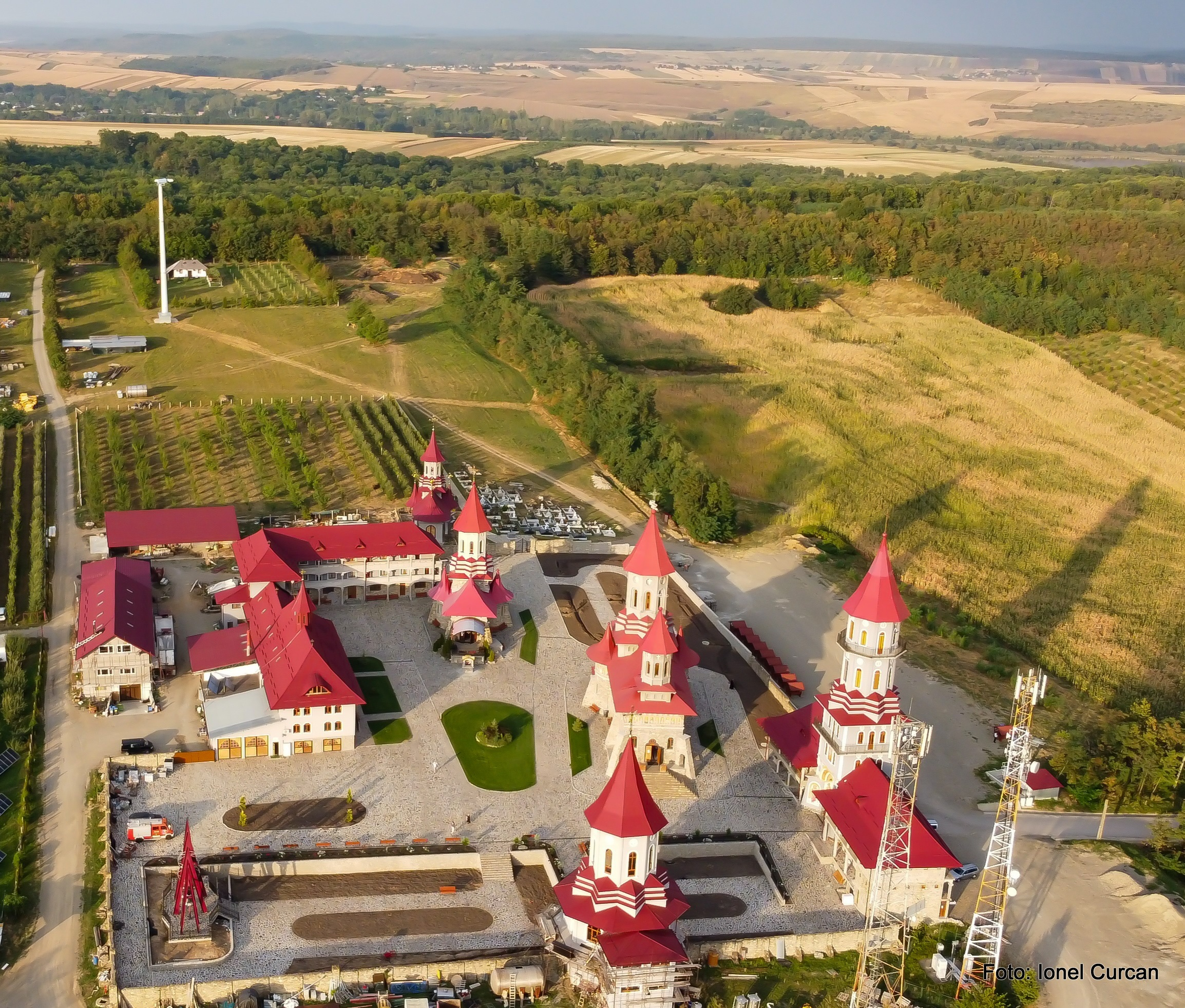
Mănăstirea Sfântul Mina, văzut de sus
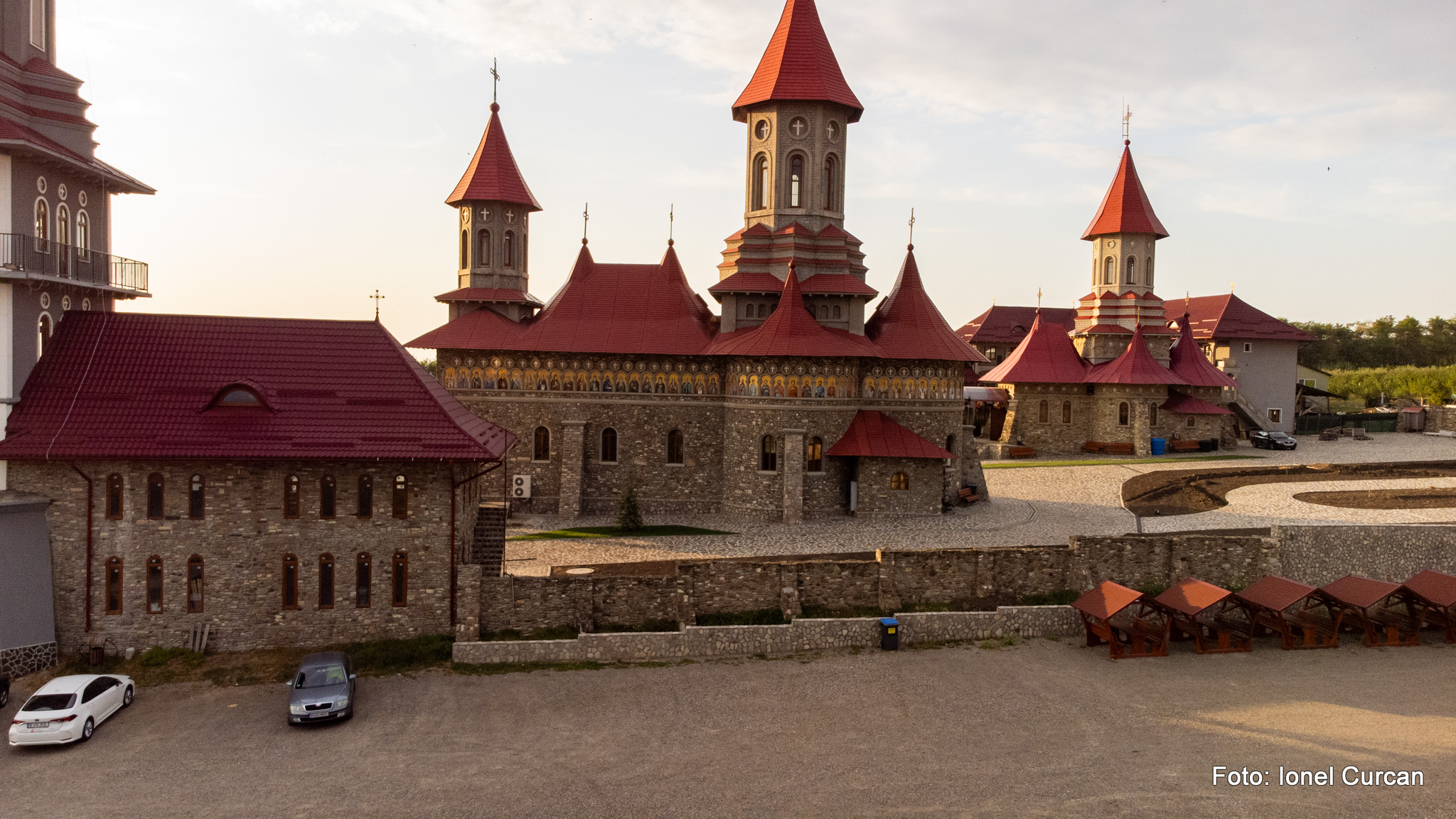
Mănăstirea Sfântul Mina, văzut de sus
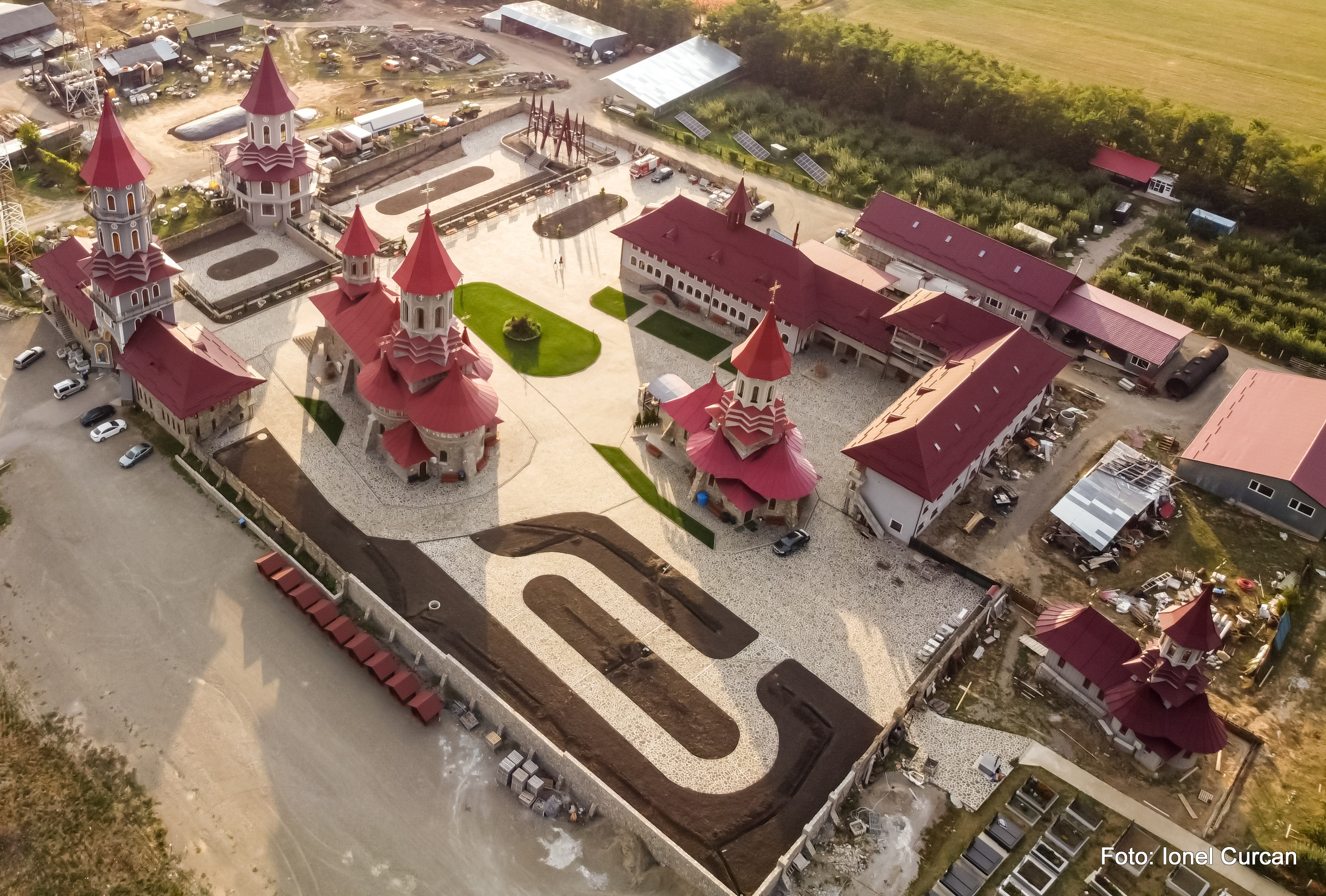
Mănăstirea Sfântul Mina, văzut de sus
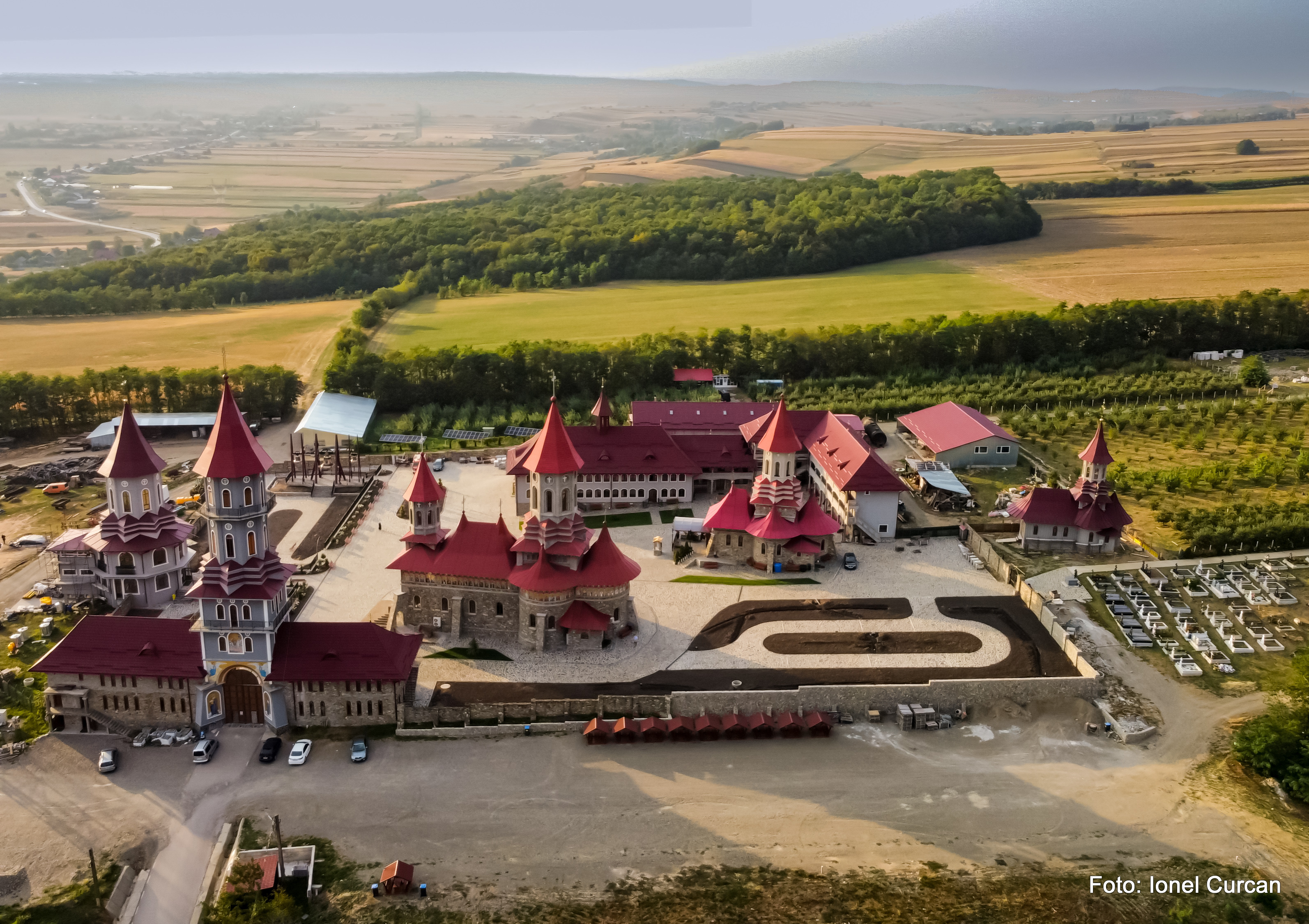
Mănăstirea Sfântul Mina, văzut de sus
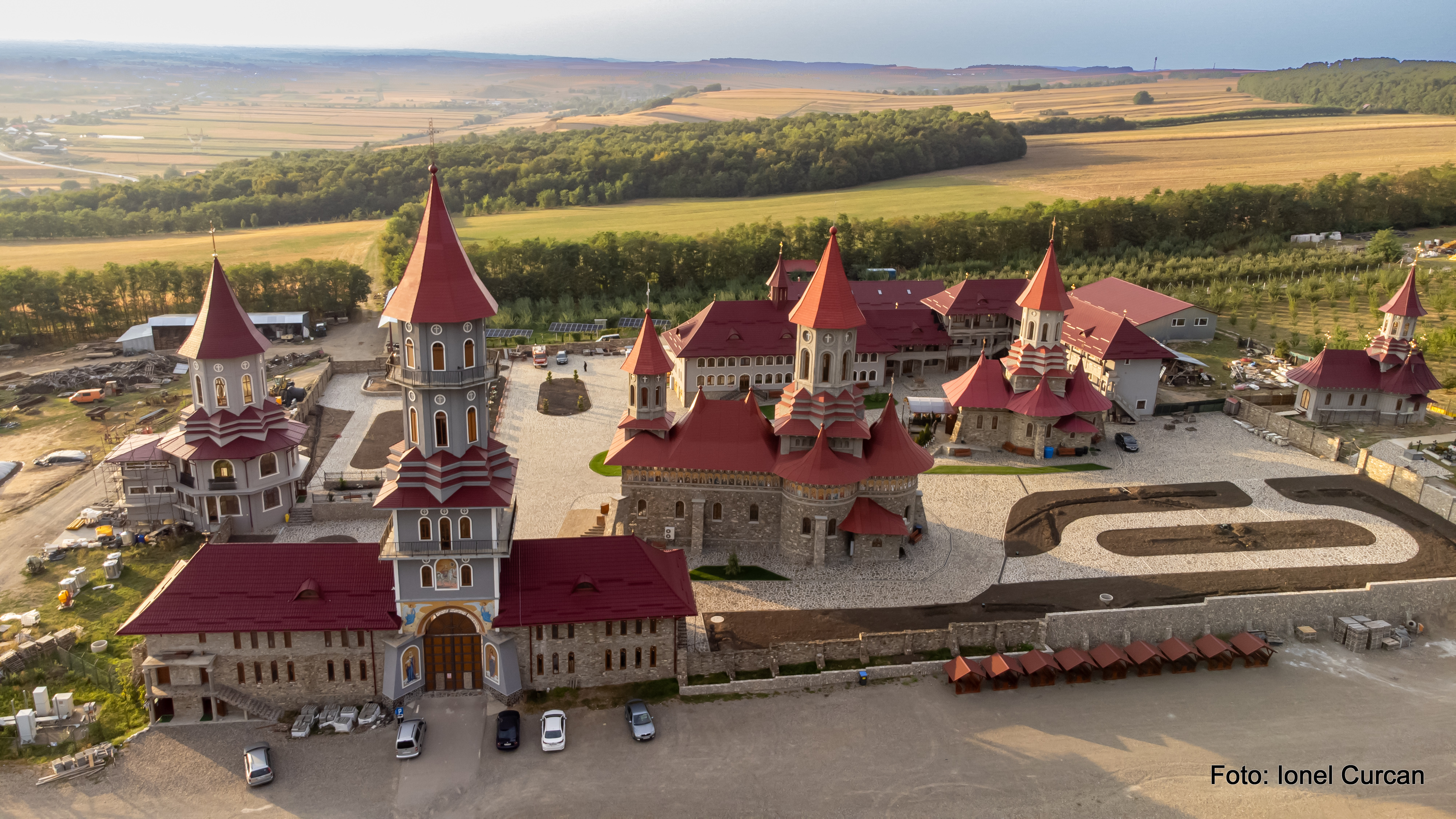
Mănăstirea Sfântul Mina, văzut de sus
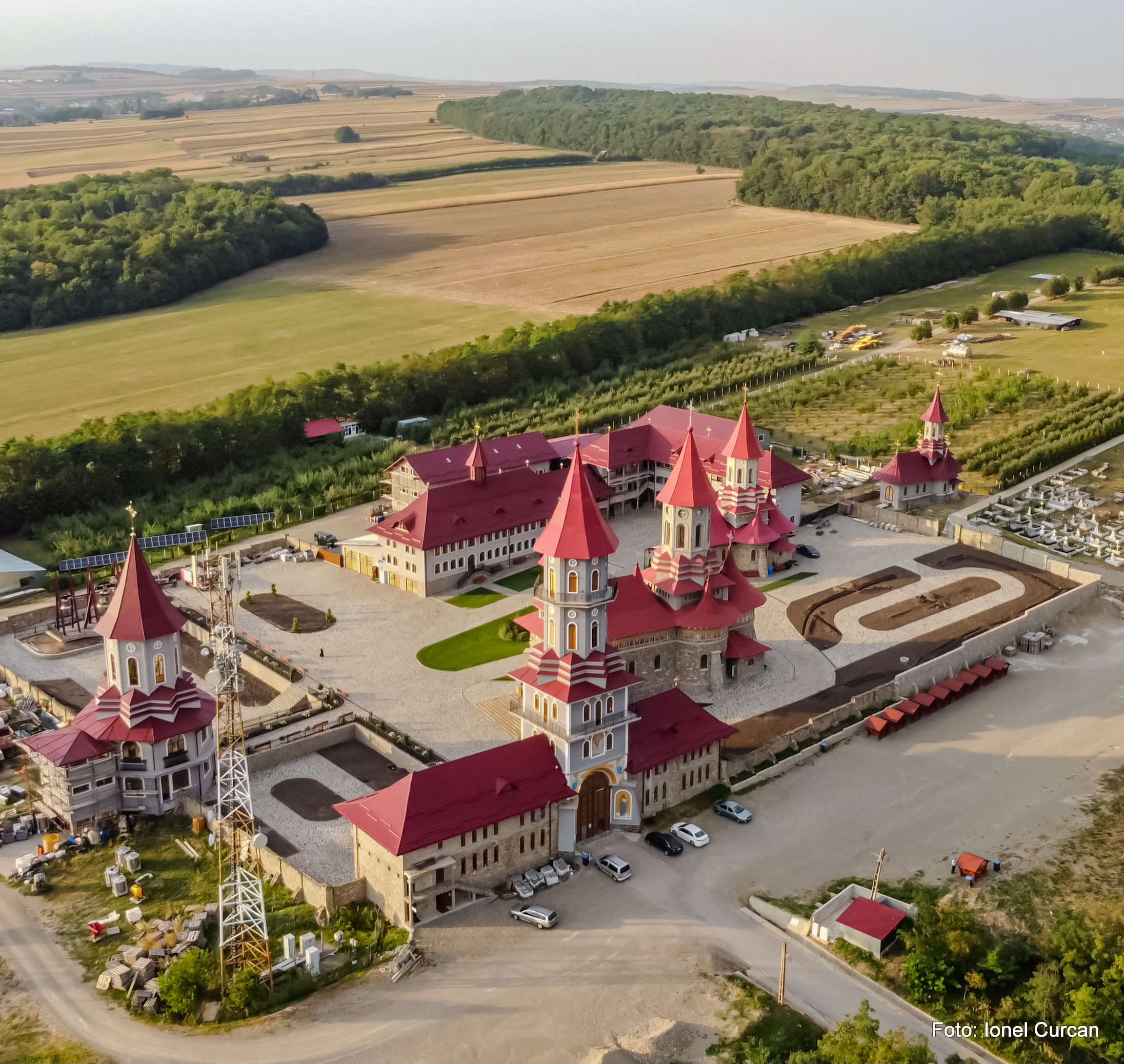
Mănăstirea Sfântul Mina, văzut de sus
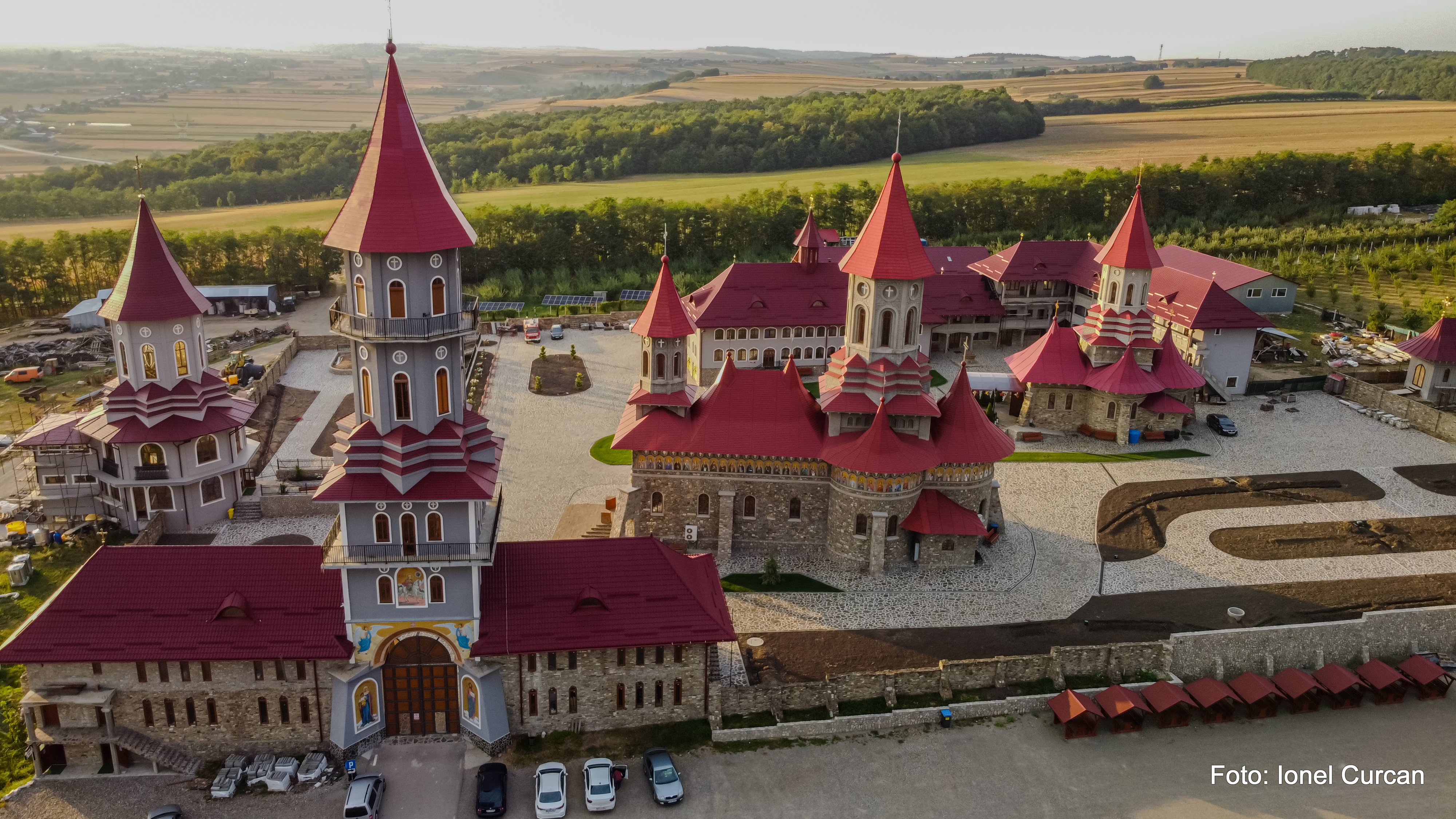
Mănăstirea Sfântul Mina, văzut de sus
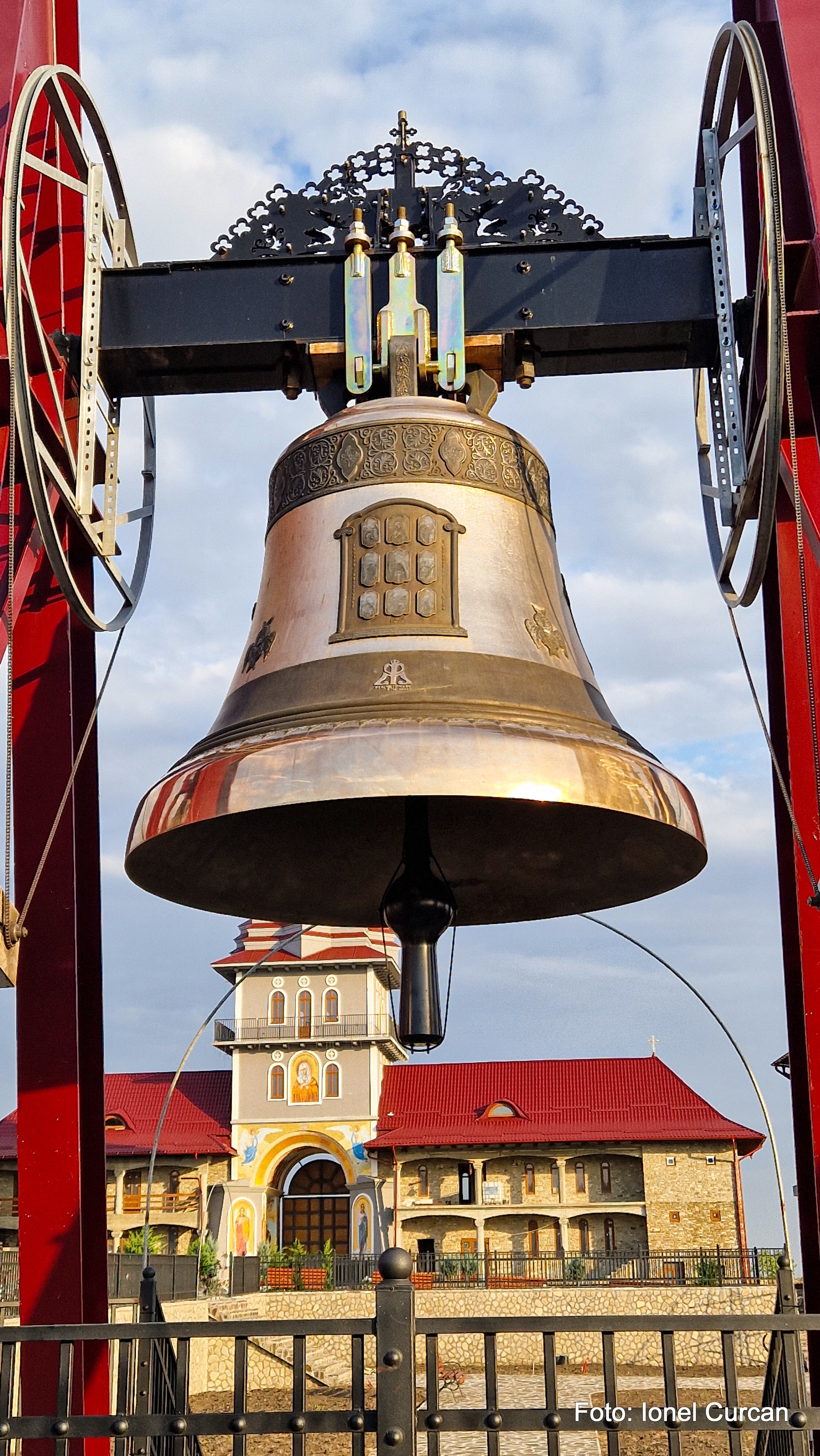
Cel mai mare clopot realizat vreodată în România, și al doilea ca mărime din țără
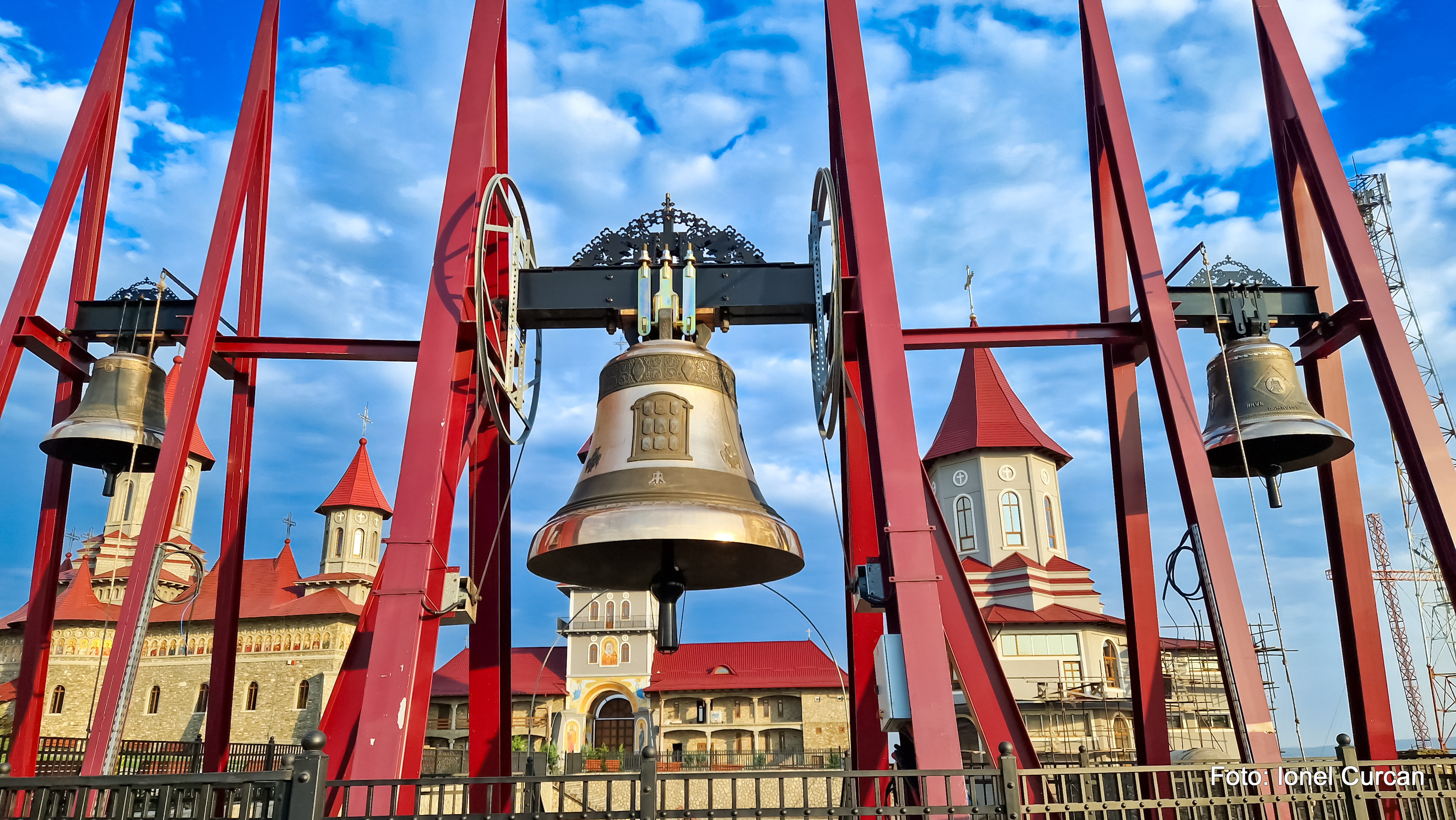
Cel mai mare clopot realizat vreodată în România, și al doilea ca mărime din țără,
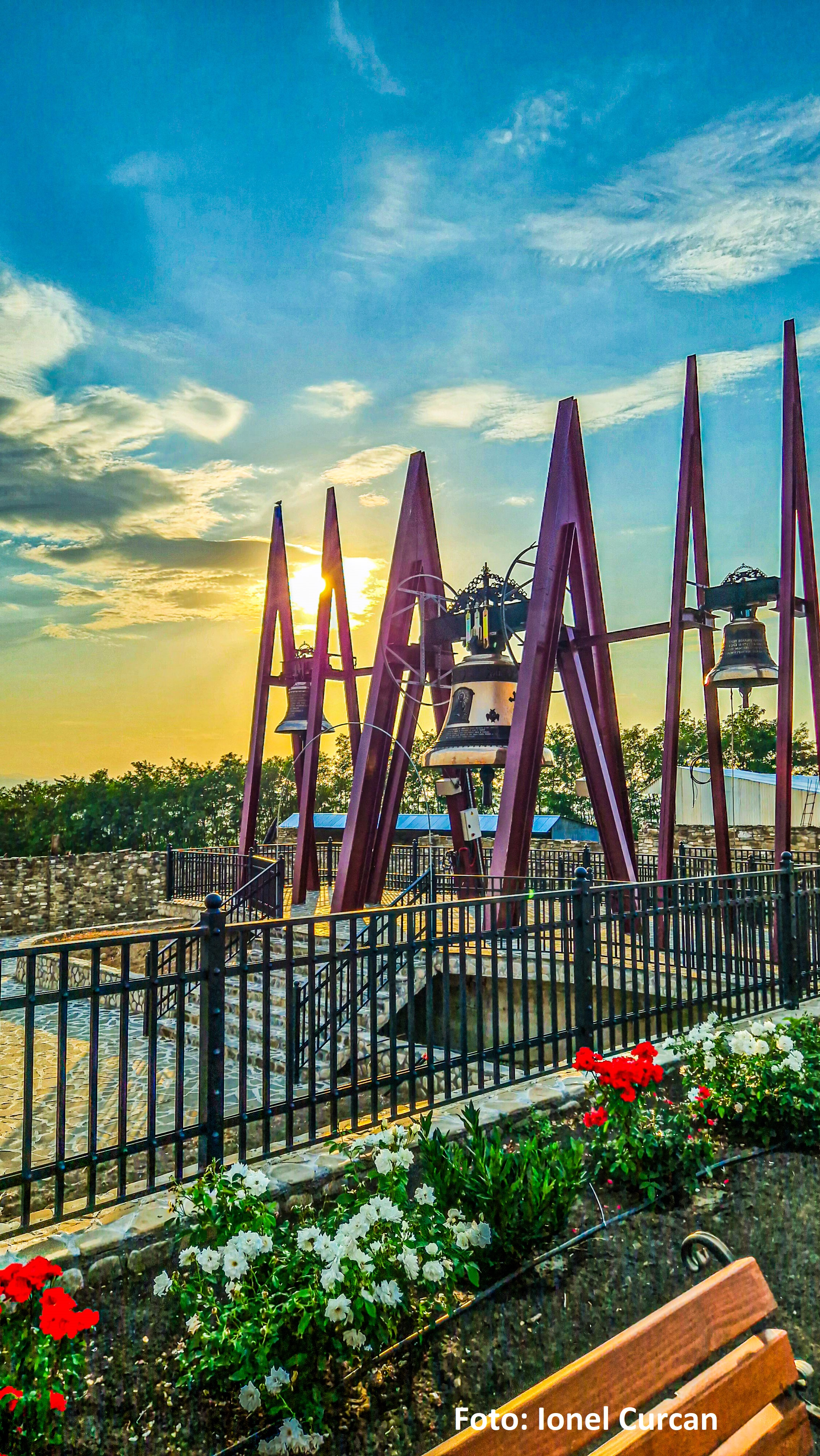
Apusul soarelui si clopotele mănăstirei
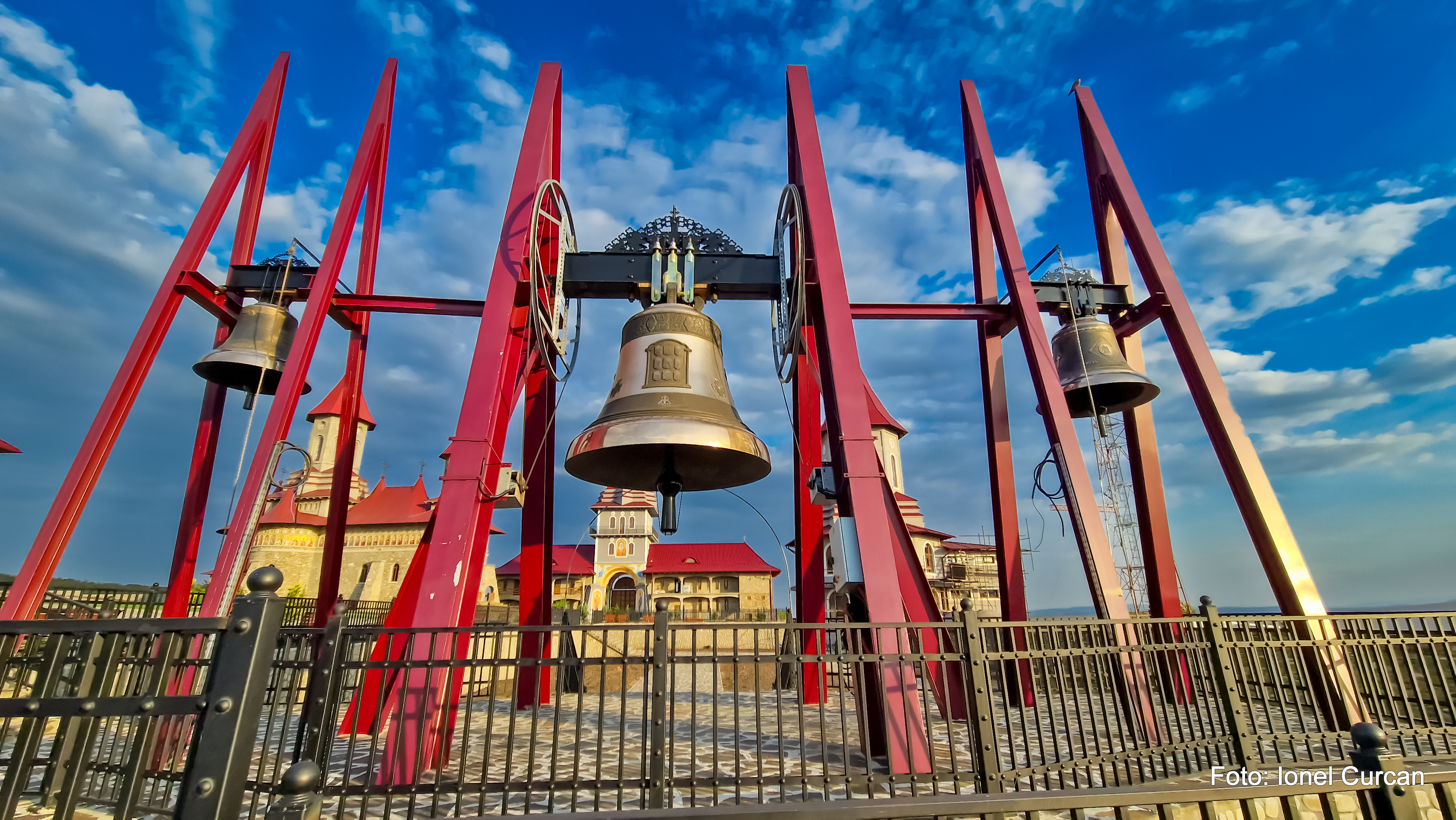
Cel mai mare clopot realizat vreodată în România, și al doilea ca mărime din țără,
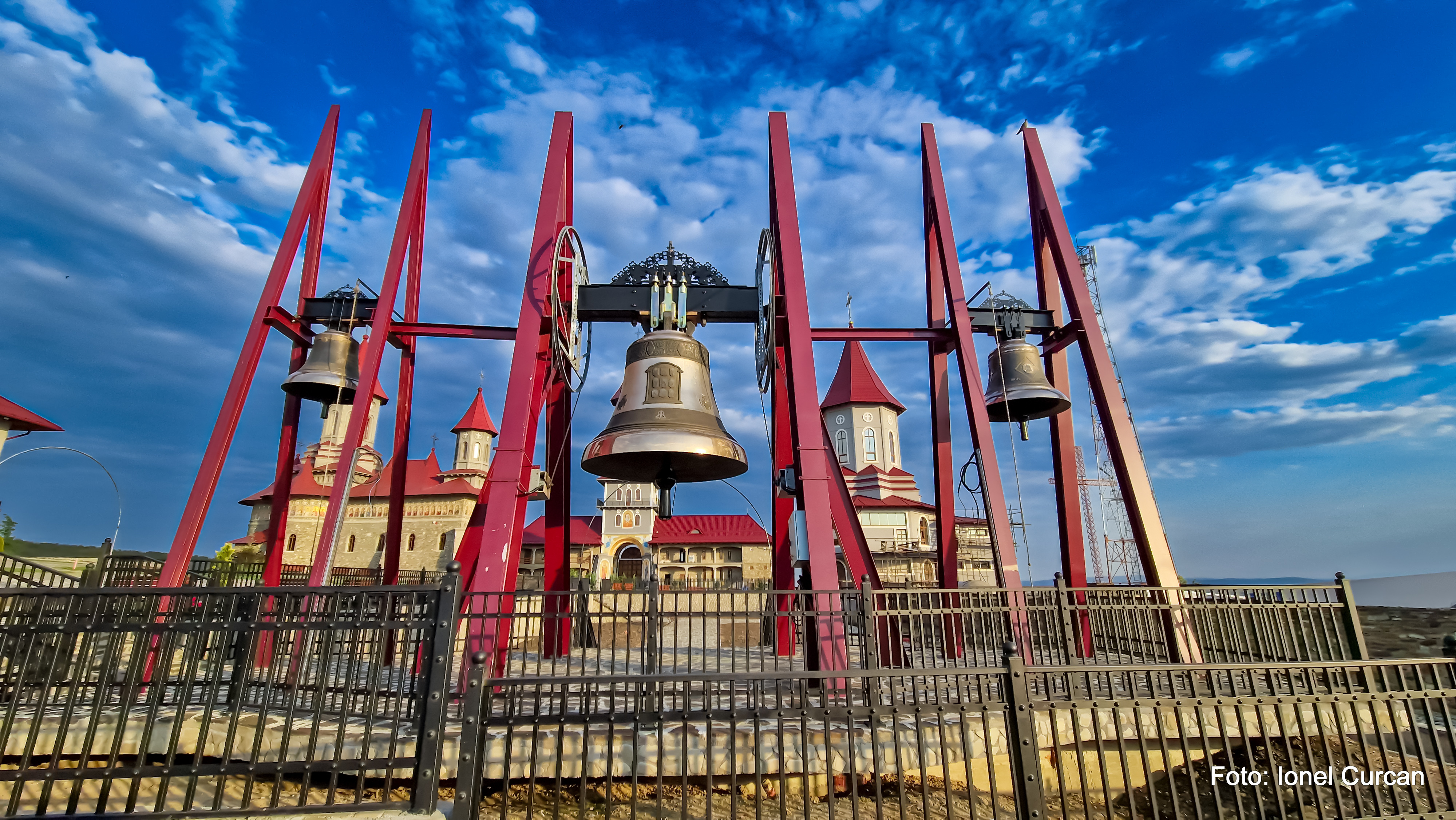
Cel mai mare clopot realizat vreodată în România, și al doilea ca mărime din țără,
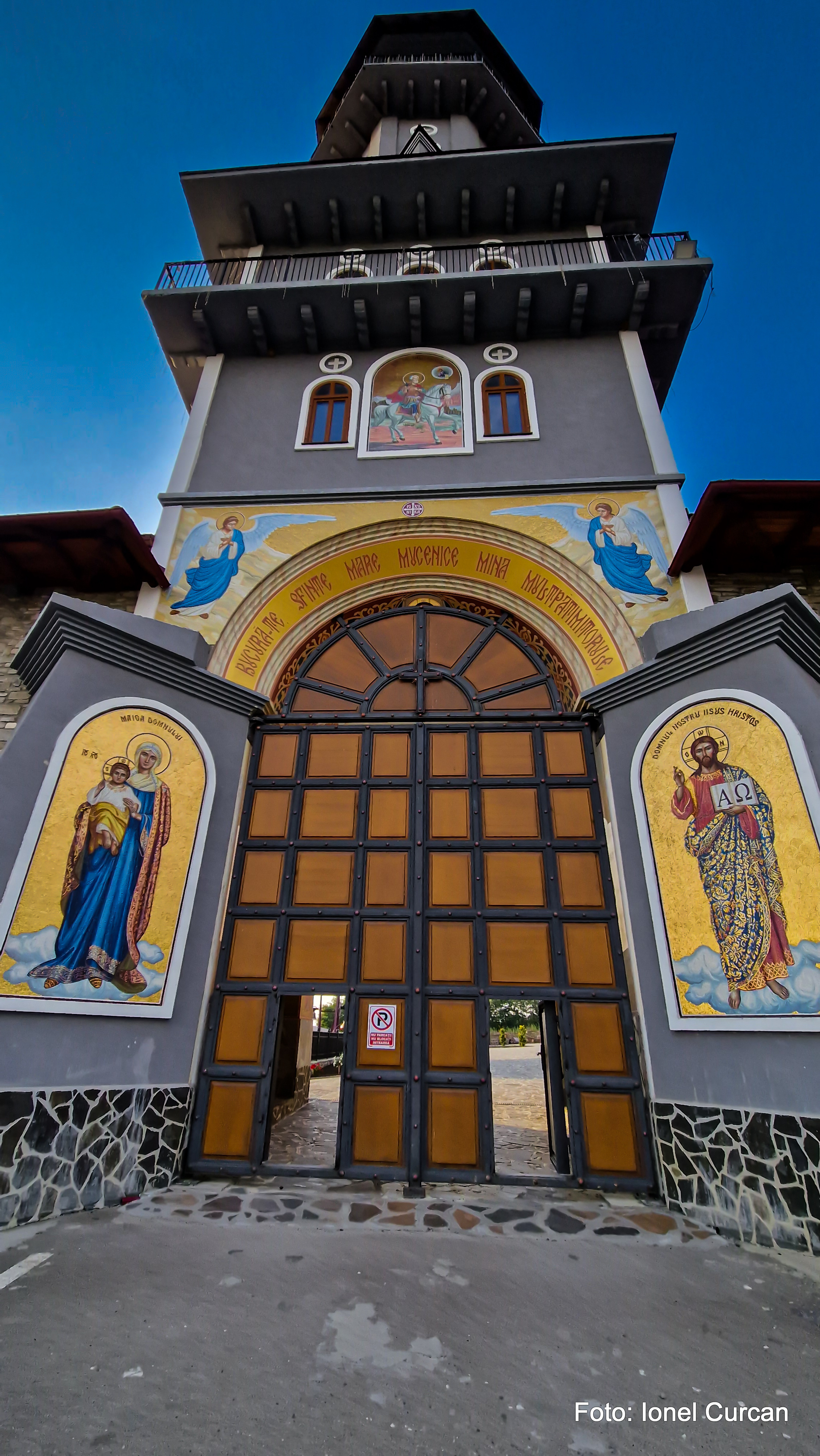
Turn intrare Sfântul Mina, văzut de sus
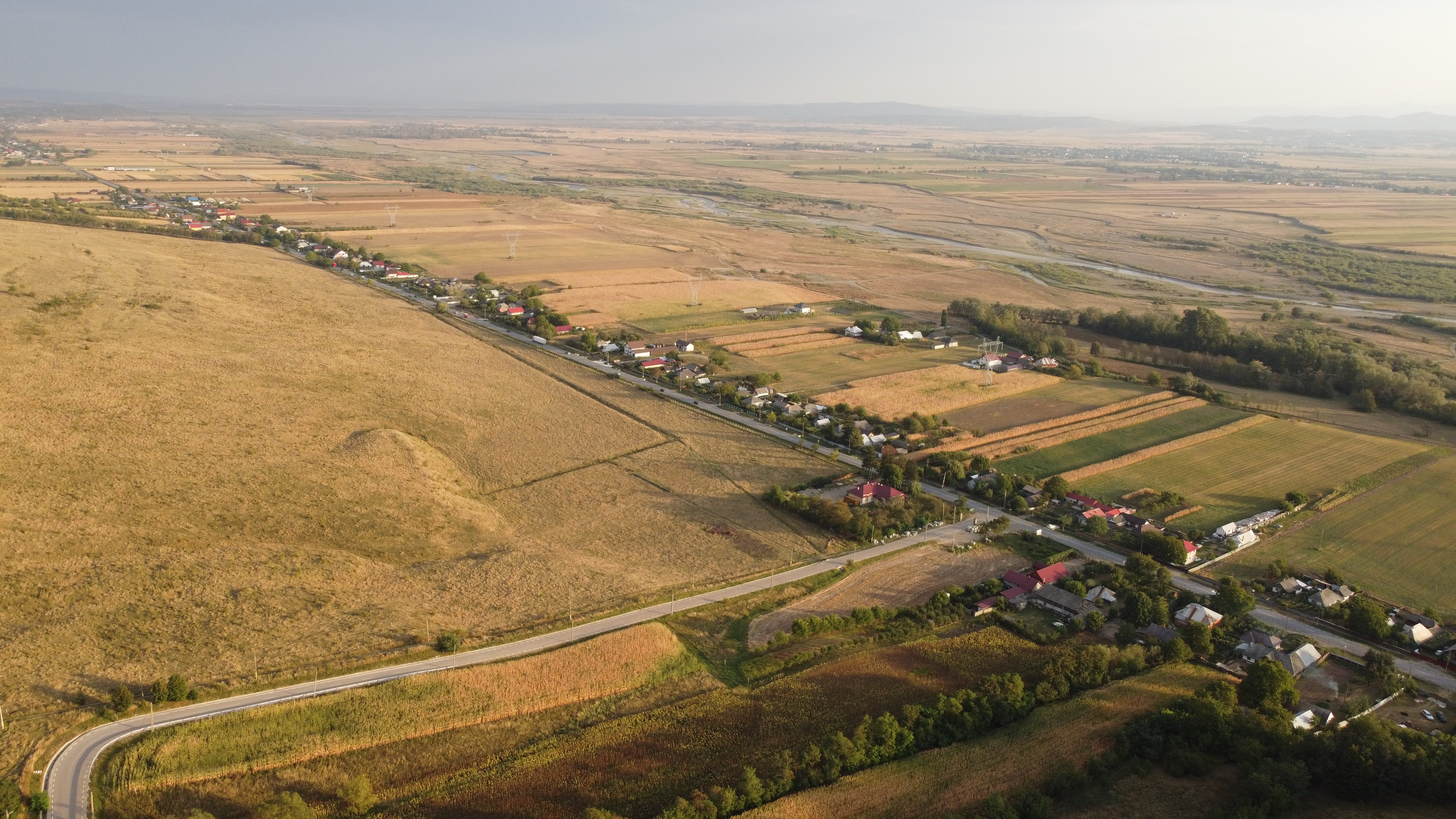
Imprejurmile văzut de sus, vedere spre sud
Valea Moldovei văzută de la mănăstire
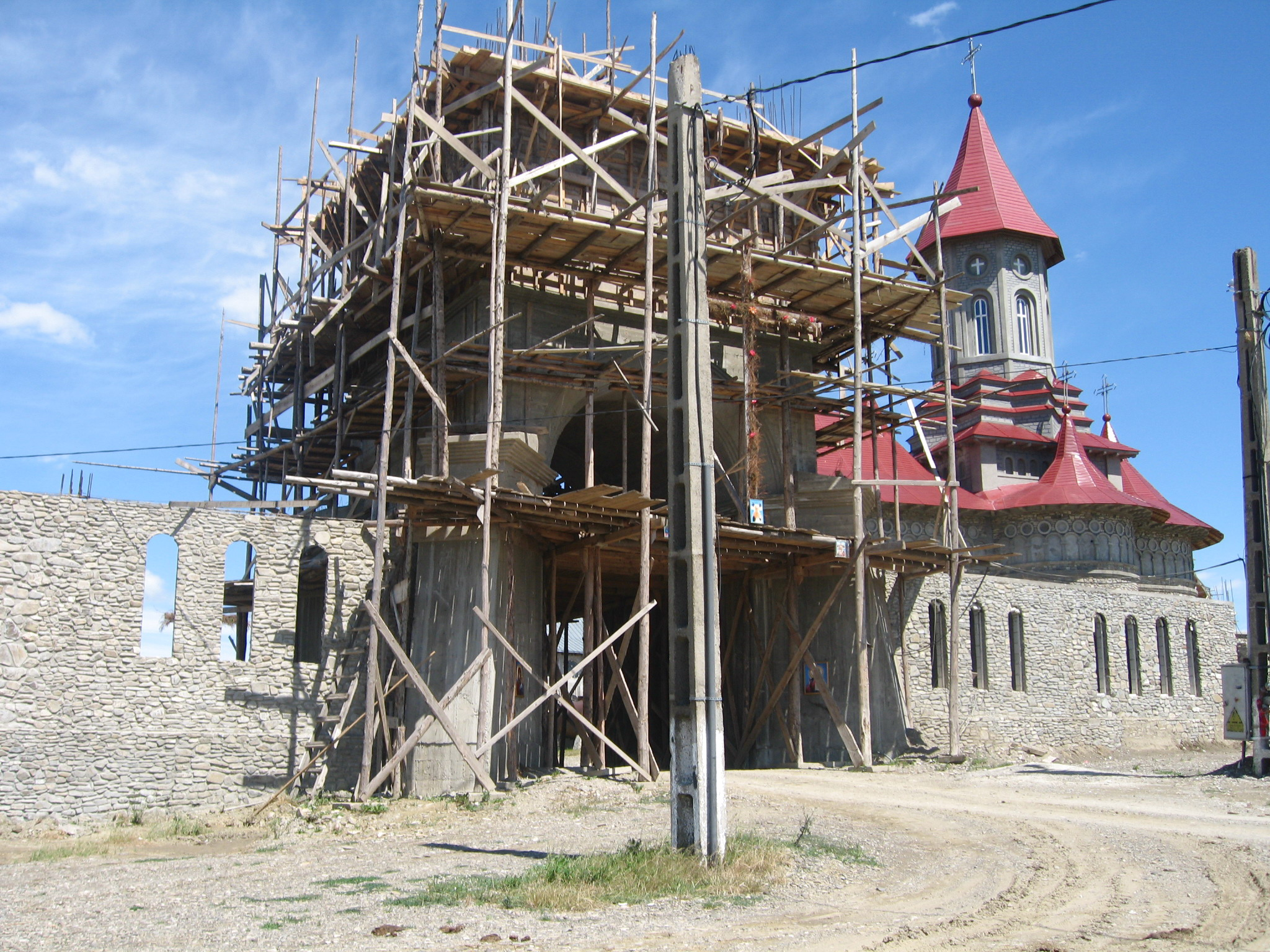
Intrarea în mănăstire
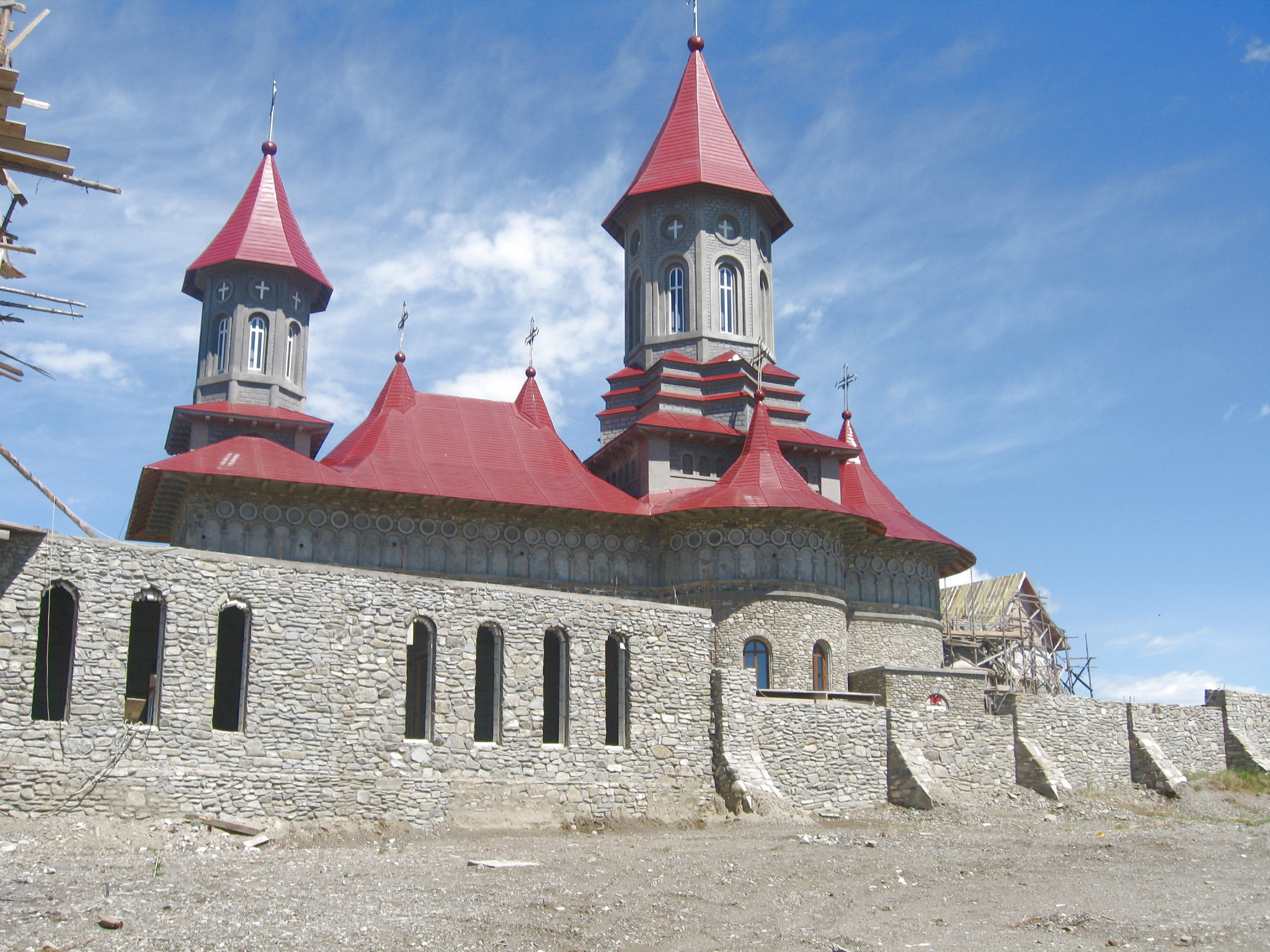
Biserica văzută din afara mănăstirii
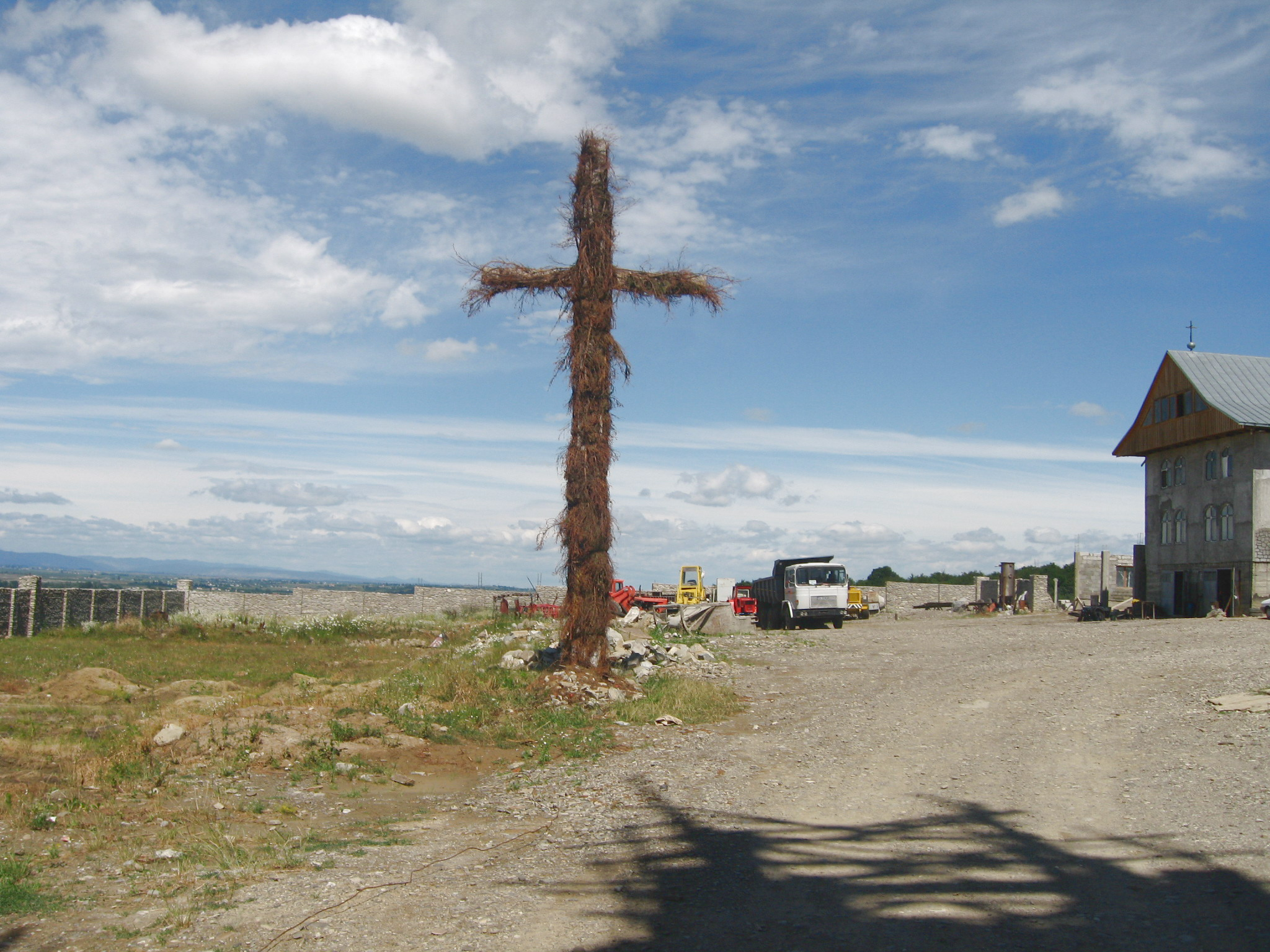
Cruce aflată în incinta mănăstirii
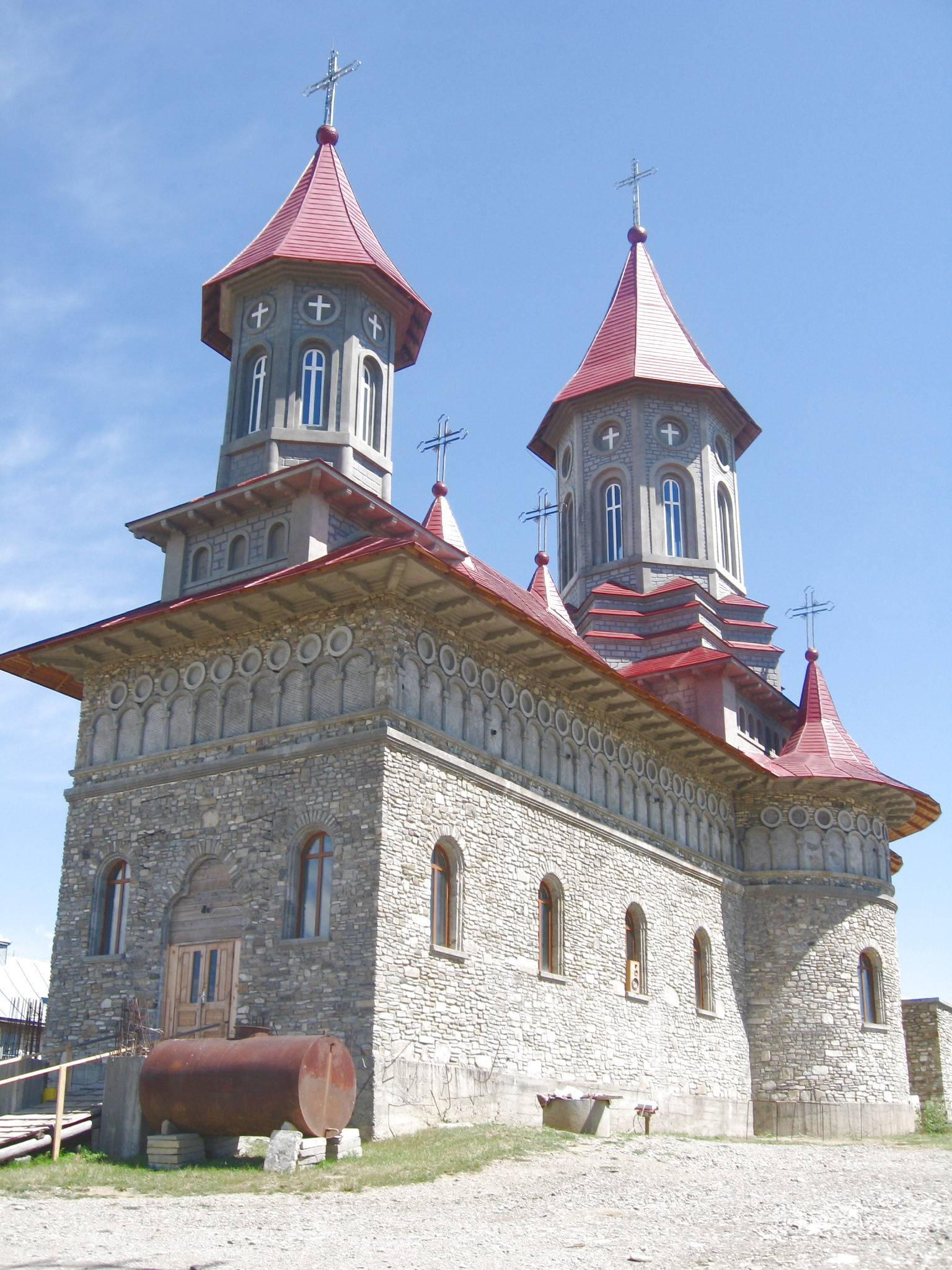
Biserica
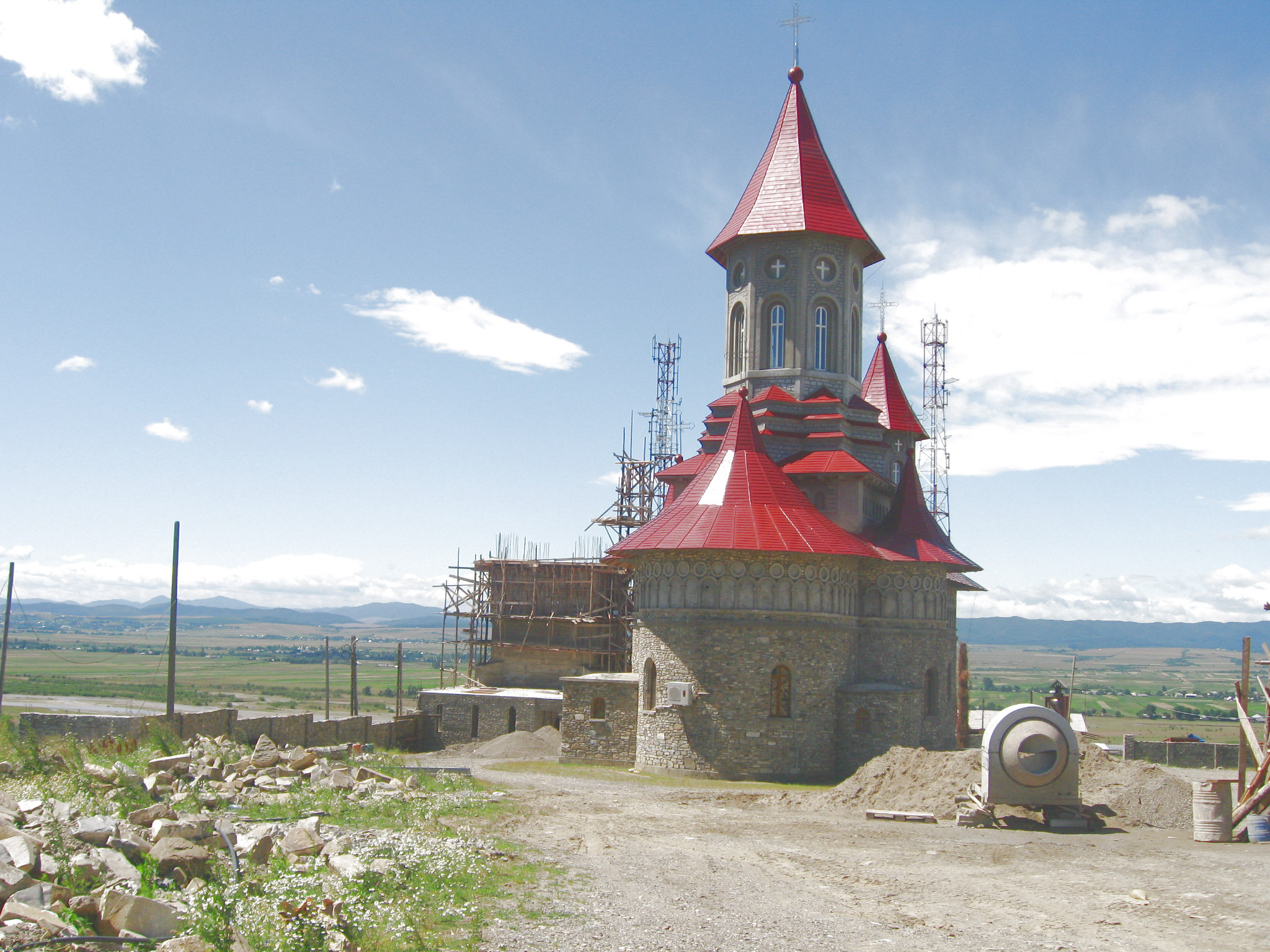
Biserică văzută din deal
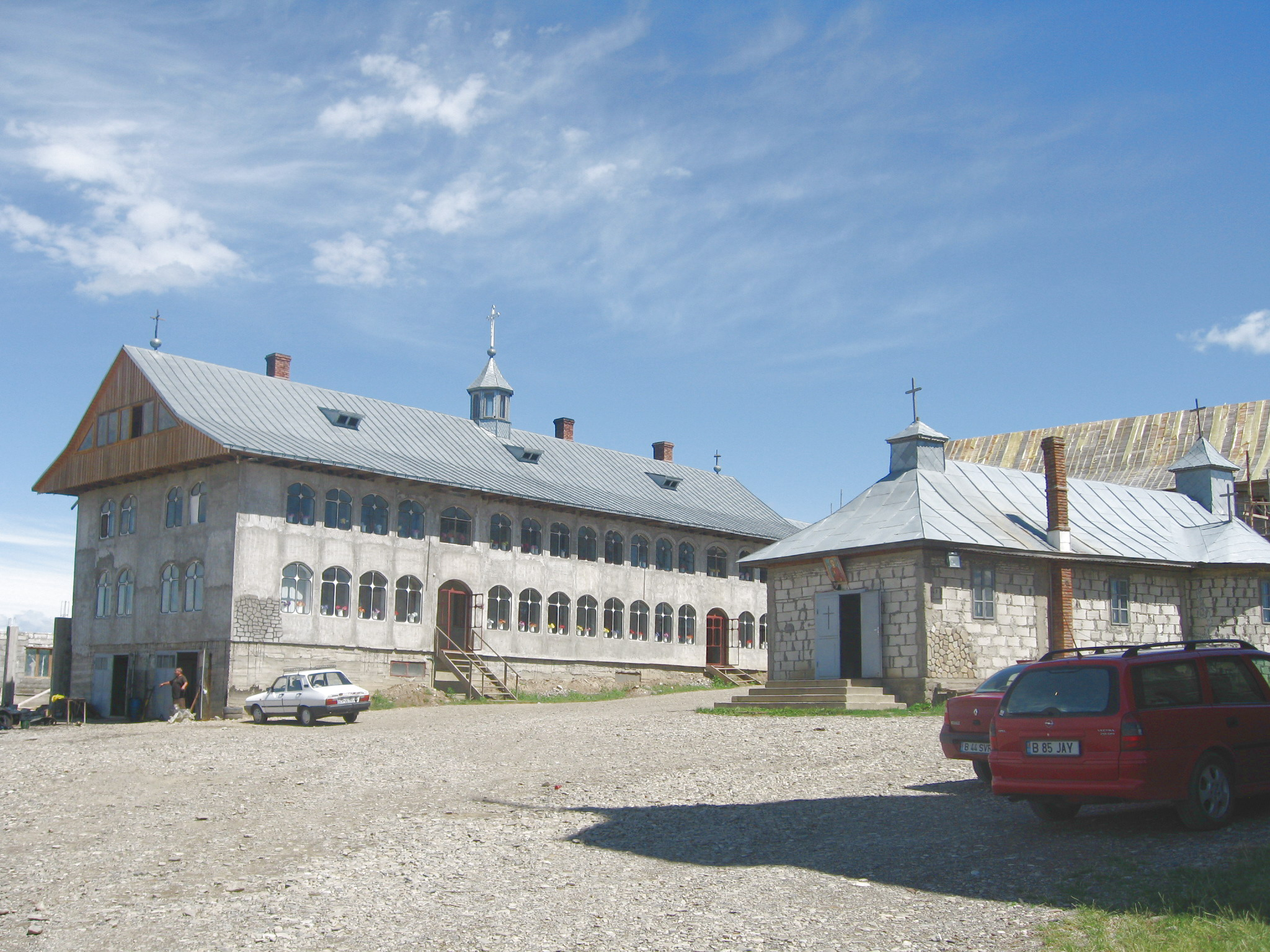
Corp de chilii
Antenele de telefonie mobilă
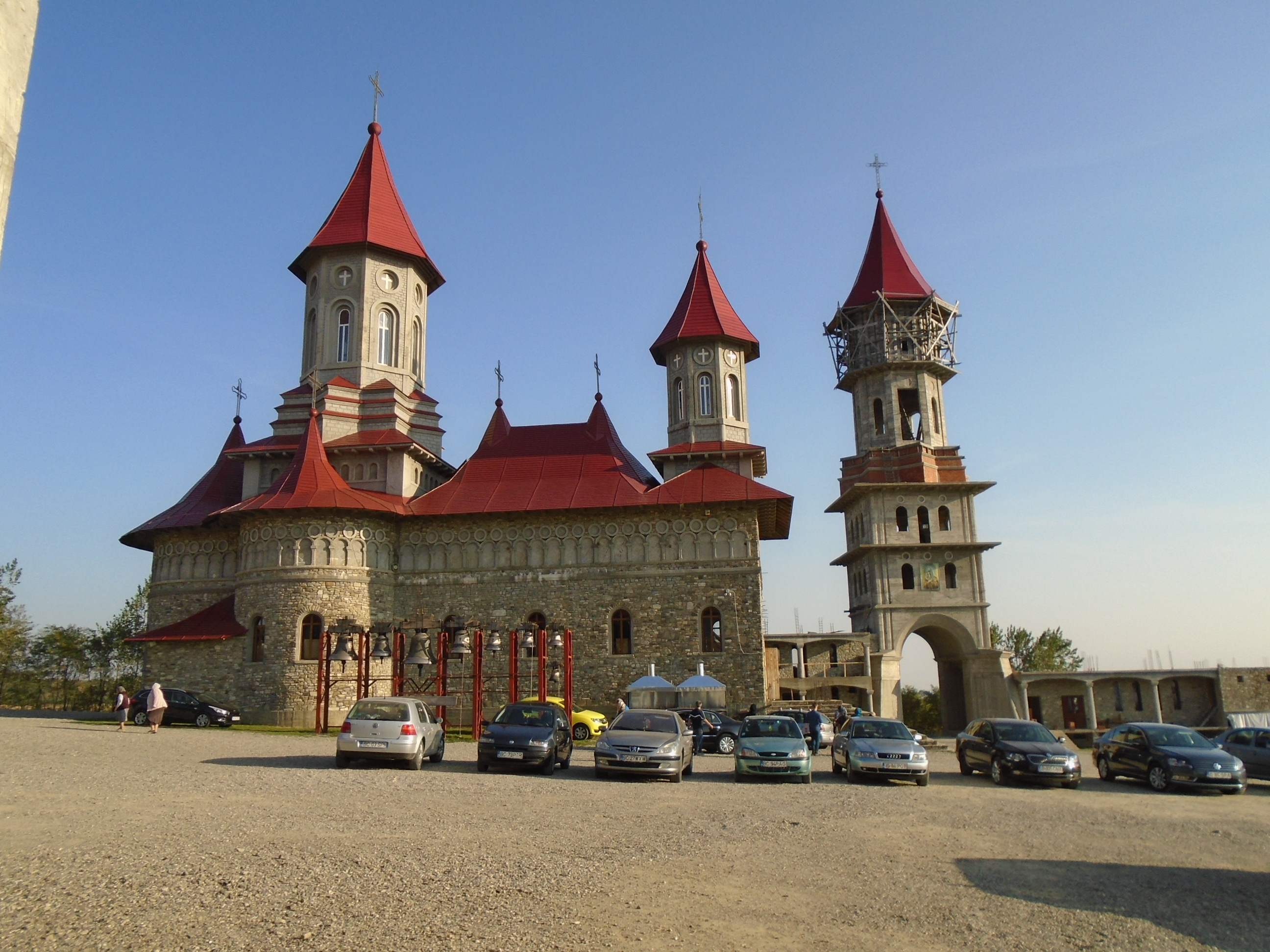
Mănăstirea în octombrie 2016
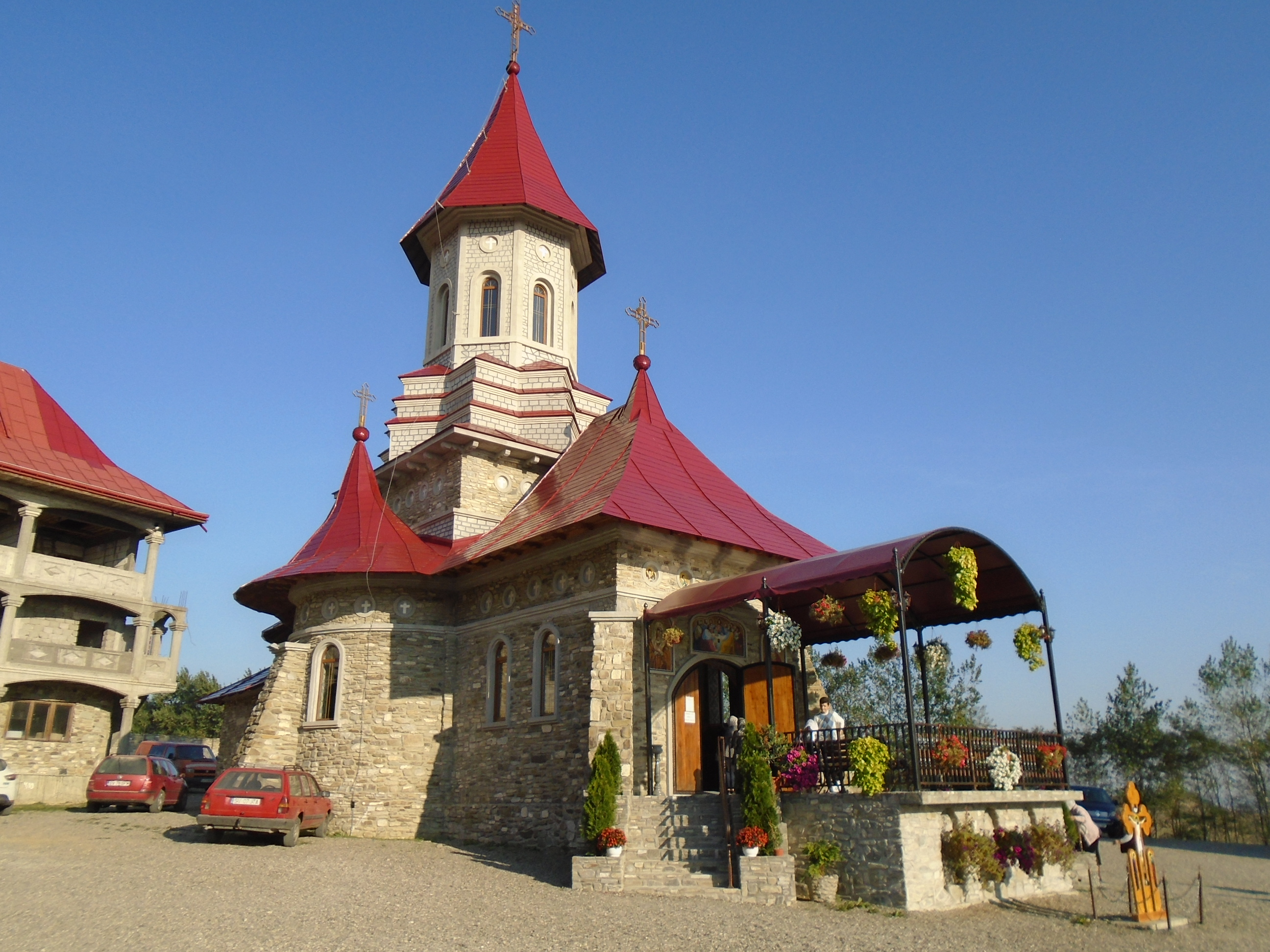
Biserica mică
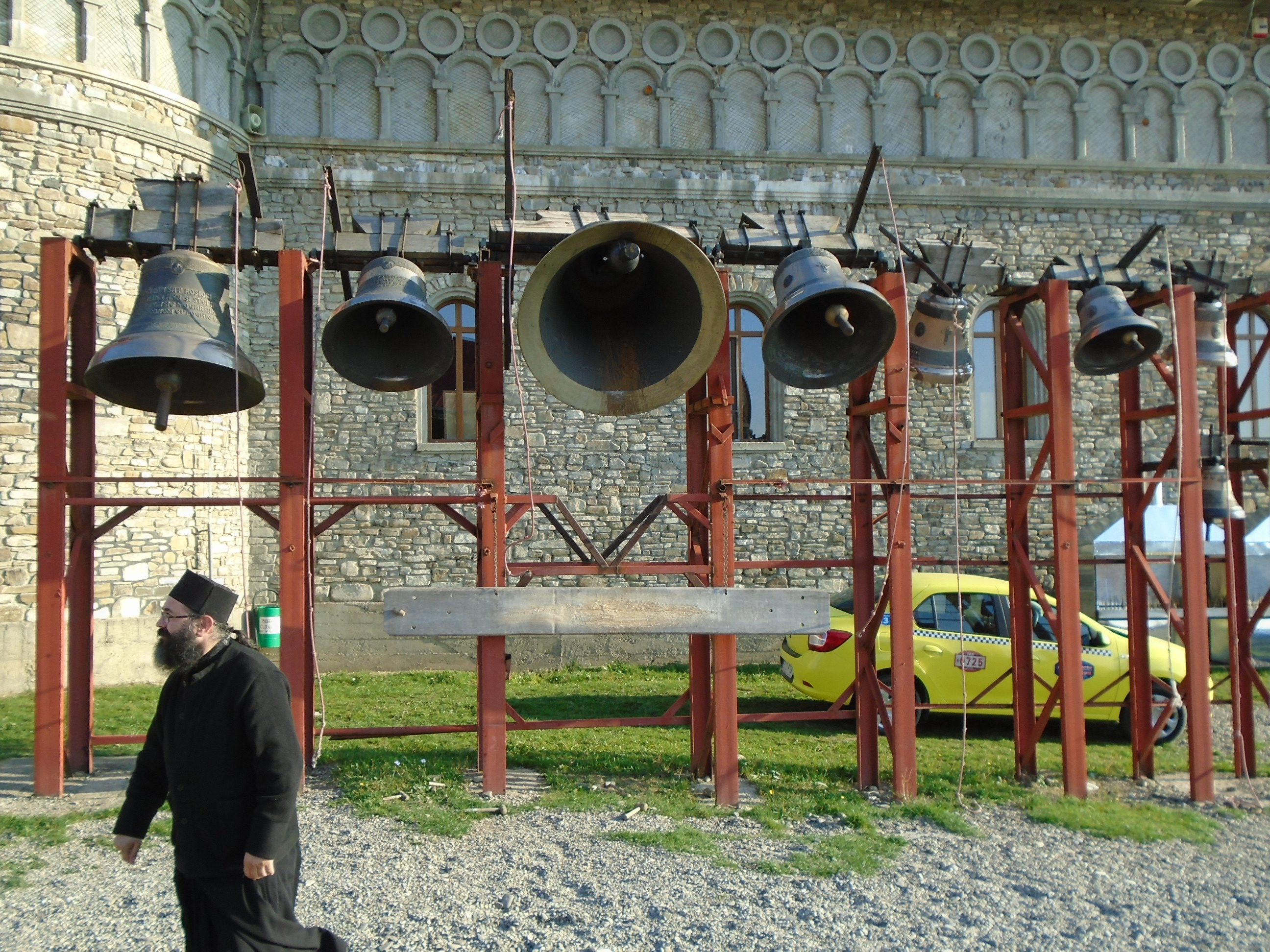
Clopotele mănăstirii